# Римсько-перські війни
Римсько-перські війни — загальна назва ряду військових конфліктів між Римською імперією (пізніше — Візантія) і Сасанідським Іраном (Персією), що розпочалася після приходу до влади в Ірані династії Сасанідів у 226 році та стала логічним продовженням порівнянних за тривалістю римсько-парф'янських воєн.
Хоча ці зіткнення тривали протягом чотирьох століть, значних територіальних придбань ні одна зі сторін не добилася, оскільки обидві держави були змушені вести одночасно інші війни на своїх кордонах, а також вирішувати складні внутрішні проблеми. Основні операції мали місце в прикордонних територіях Вірменії та Месопотамії, де міста, укріплення, провінції часто захоплювалися, піддавалися розграбуванням і переходили з руки в руки. Після того, як в II столітті відбулося зміщення кордону на схід, коли він став проходити вздовж течії річки Тигр, а не річки Євфрат, було ще декілька періодів, коли кордон був локально стабільним досить тривалий час у північній частині, у Вірменії та на Кавказі.
Втрата ресурсів, затрачених під час римсько-перських воєн, у загальному підсумку виявилися катастрофічними для обох імперій. Кінець цим війнам поклала третя сторона — Арабський халіфат. Арабські завоювання розтрощили Іран в середині VII століття і переросли в арабо-візантійські війни в VII—X століттях.

## Причини
Боротьба Риму з Парфією, а потім і з державою Сасанідів мала глибокі економічні причини. Торгівля Римської імперії з Індією і Китаєм, найважливіше місце в якій займав шовк, проходила через північну Месопотамію або південно-західну Вірменію, а потім через Іран або Середню Азію. Тим же шляхом товари йшли в зворотному напрямку. Велике значення також мали шляху з Месопотамії на північ, у Вірменію та Грузію.
Прагнучи зміцнити контроль за торговими шляхами, зменшивши при цьому торгові витрати, Римська імперія неухильно просувала свої кордони на схід, витісняючи Парфію. У 115 році імператор Траян вторгся до Вірменії, де зустрів запеклий опір. Цей опір, а також невдоволення Парфії змусили імперію тимчасово припинити свою експансію на цьому напрямку. Наступні військові дії (розорення Арташата у 163 році і парфянський похід Каракалли в 216 році) також не привели до встановлення римського контролю над Вірменією.
Повстання Ардашира I (224—240) проти Аршакідів, що призвело до падіння Парфянського царства, сходження до влади Сасанідської династії та заснування нової імперії — все це було не тільки переломним моментом в історії Ірану, але і новим випробуванням його відносин з Римом. Хоча спочатку вороже ставлення Ардашира до Риму було простим продовженням парфянських настроїв, протягом перших кількох років свого правління шах зміцнив свою владу в достатній мірі, щоб його амбіції погрожували здебільшого територій східної Римської імперії. Римляни знали, що претензії Ардашира вийдуть за рамки меж Парфянського царства і що він буде претендувати на всі території, які колись належали його ахеменідським предкам. Тому Рим розглядав Сасанідів як серйозного противника з самого початку відносин з ними.
Підтверджень того, що перші сасанідські правителі поділяли римське переконання про інтерес нової династії до «ахеменіданської спадщини», в перських джерелах немає. Датований 358 роком лист Шапура II Констанцію II, викладений Амміаном Марцелліні, дозволяє припустити, що в Персії знали про цю римської теорії, але сприйняли її тільки в IV столітті.

## Хронологія

### III століття

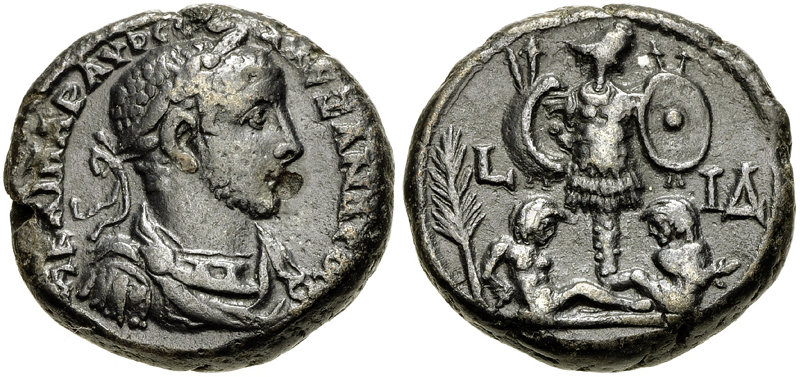
Тетрадрахма Александра Севера, викарбувана в 234 році на честь його перемоги над Персією

#### Перші зіткнення. Війна 230—232 років
Ще не вирішивши до кінця внутрішні проблеми, Ардашир почав робити кроки по поверненню Малої Азії. Близько 229 року він безуспішно намагався захопити важливий торговий центр у верхній Месопотамії Хатру. У 230 або 231 році він відчув себе досить сильним, щоб вступити в зіткнення з Римською імперією, і повів свої війська в Месопотамію, Сирію, взяв в облогу Нусайбін і навіть досяг Каппадокії.
За свідченням Діона Касія, імператор Александр Север не був готовим до такого розвитку подій, і його армія в тій частині імперії перебувала в незадовільному стані. Геродіан повідомляє, що «царю царів» було направлено посольство з посланням від імператора, в якому пропонувалося дотримуватися чинних кордонів і нагадувалося про великі перемоги Августа, Траяна і Септимія Севера. Ардашир цю пропозицію проігнорував і продовжив розоряти Месопотамію.
У 230 році Ардашир почав військові дії проти Вірменії, Кавказької Албанії та Лазіка— не досягнувши успіху в Хатрі, він досяг успіху в інших місцях. Імператор Александр Север перемістив свою резиденцію на схід у 231—232 роках, займаючись реорганізацією системи укріплень на східному кордоні. Йому вдалося досягти угоди з Хатрою про введення в неї римських військ на правах союзника. Повідомлення джерел про цю кампанію суперечливі. «Історія Августів» стверджує, що Александр Север переміг Ардашира, після чого відсвяткував блискучий тріумф, з іншого боку, Геродіан повідомляє, що похід в цілому завершився поразкою Римської імперії.
Свідчень про те, чи був після даних військових дій підписаний мирний договір, не збереглося, так само як і про будь-які територіальні зміни.

#### Месопотамський похід Ардашира і Шапура. 237—240 роки
Хвилювання в Римській імперії, що почалися після вбивства у 235 році Александра Севера, спровокували Ардашира на нове вторгнення на Захід. Ардашир в 237 році почав нову військову експедицію в римську Месопотамію, захопивши важливі міста Нісібіс і Карри.
Важливим досягненням цієї кампанії для персів стало захоплення Хатри. Згідно з епіграфічними свідченями, в цей час там було деяка римська військова присутність, а саме місто було добре укріплене і могло витримати довгу облогу. Принаймні, імператор Траян безуспішно намагався захопити місто в 117 році, а Септимій Север безуспішно брав місто в облогу двічі. Не відомо точно, коли Хатра стала частиною Римської імперії. Можливо, це сталося до 217 року або ще в 198 році. Близько 235 року до міста була введена допоміжна когорта IX Maurorum Gordiana. Як було сказано вище, перша спроба Ардашира взяти місто успіхом не увінчалася. Будь-якої інформації про те, як місто, нарешті було захоплене, не збереглося. Згідно арабської легенди, це сталося 12 квітня 240 року завдяки тому, що Шапура покохала дочка місцевого царя, яка впустила персів у місто.
Складно пояснити, навіщо персам знадобилося захоплювати це місто. Його стратегічне значення в майбутніх війнах виявилось невеликим. Розташована в 100 кілометрах на південний схід від найближчої римської військової бази, Сингара, яка, у свою чергу, вважалася надзвичайно віддаленою, Хатра не могла стати опорним пунктом вторгнення. В результаті незабаром місто було залишене персами.
Важливим наслідком цих подій став початок занепаду торгового значення Хатри, Дура-Европоса, Пальміри та інших «караванних міст», що процвітали, попри римсько-парфянські війни, — Сасаніди намагалися зосередити торгівлю в своїх руках, однак вони не були хорошими торговцями.

### Війна 243—244 років
Тільки в 242 році римський імператор Гордіан III (238—244) вирушив зі своїм військом з Риму, попередньо відкривши ворота Януса. Така тривала затримка — зазвичай на збори армії для східного походу вистачало року— може бути пояснена внутрішніми проблемами, з якими зіткнувся молодий правитель. Про хронологію розпочатої кампанії не збереглося достатньої інформації. Про шляхи проходження військової експедиції римлян і про міста, які були відбиті у персів, повідомляє «Історія Августів», а про дати цих подій можна судити тільки за непрямими ознаками — в містах, які відвідав імператор, були випущені пам'ятні монети, а в деяких з відвойованих містах, в яких були монетні двори, відновилося карбування римських монет. Таким чином, вдалося встановити, що пройшовши через Малу Азію, армія Гордіана прибула в Антіохію Сирійську через Антіохію в Пісідії. Навесні 243 року армія перетнула Євфрат і відбила міста Карри, Нісібіс і Сингара.
Про те, які далі відбулися битви й з яким результатом, перські та римські джерела, слідуючи античній традиції, розповідають тільки про успіхи, і повідомляють різну інформацію. Згідно з римськими авторами, під командуванням префекта гвардії Тімесіфея римляни перемогли персів при Ресаєні, а потім вторглися в сасанідську провінцію Асорестан. Ймовірно, вони мали намір дійти до Ктесифона, однак, як повідомляє напис Шапура I «Res Gestae Divi Saporis» на «Каабі Зороастра» (ŠKZ), перси здобули вирішальну перемогу в битві при Массісе, в якій Гордіан III загинув.
Чи дійсно загинув Гордіан III в битві, чи відбулося це в результаті зради його майбутнього наступника Філіпа Араба, або, як розповідає «Історія Августинів», Гордіан встиг повернутися в Рим і був зраджений Філіпом вже після війни, невідомо. Можливо, поширювана римськими істориками версія про зраду Філіпа Араба була покликана пояснити невигідний мир, який він уклав з Шапуром. Згідно з написом Шапура, за мирним договором Рим заплатив 500 000 золотих динарів. Історик VI століття Євагрій Схоластик повідомляє також, що Рим зобов'язався не допомагати вірменам в боротьбі проти Шапура, передавши йому Персоарменію, а Зонара ще додає до списку Месопотамію.
Ймовірно, зазначена сума ніколи не була виплачена, тому, що Філіп розірвав договір відразу ж після повернення на римську територію. Питання про те, чи була в дійсності віддана Месопотамія, є дискусійним. Про події у Вірменії після походу Гордіана повідомляють Мовсес Хоренаці та Агафангел Вірменський, проте хронологічні помилки у них не дозволяють зробити точну дату подій. Коли після того, як вірменський цар Хосров був убитий, його син Трдат втік до Риму, Шапур скористався цим як приводом для поновлення воєнних дій. Точна дата його кампанії проти Вірменії невідома. Ймовірно, між 252 і 256 роками Шапур змістив місцеву династію Аршакідів і перетворив Вірменію в провінцію, керовану своїм сином Орміздом.

### Перший сирійський похід Шапура I. 252—253 роки

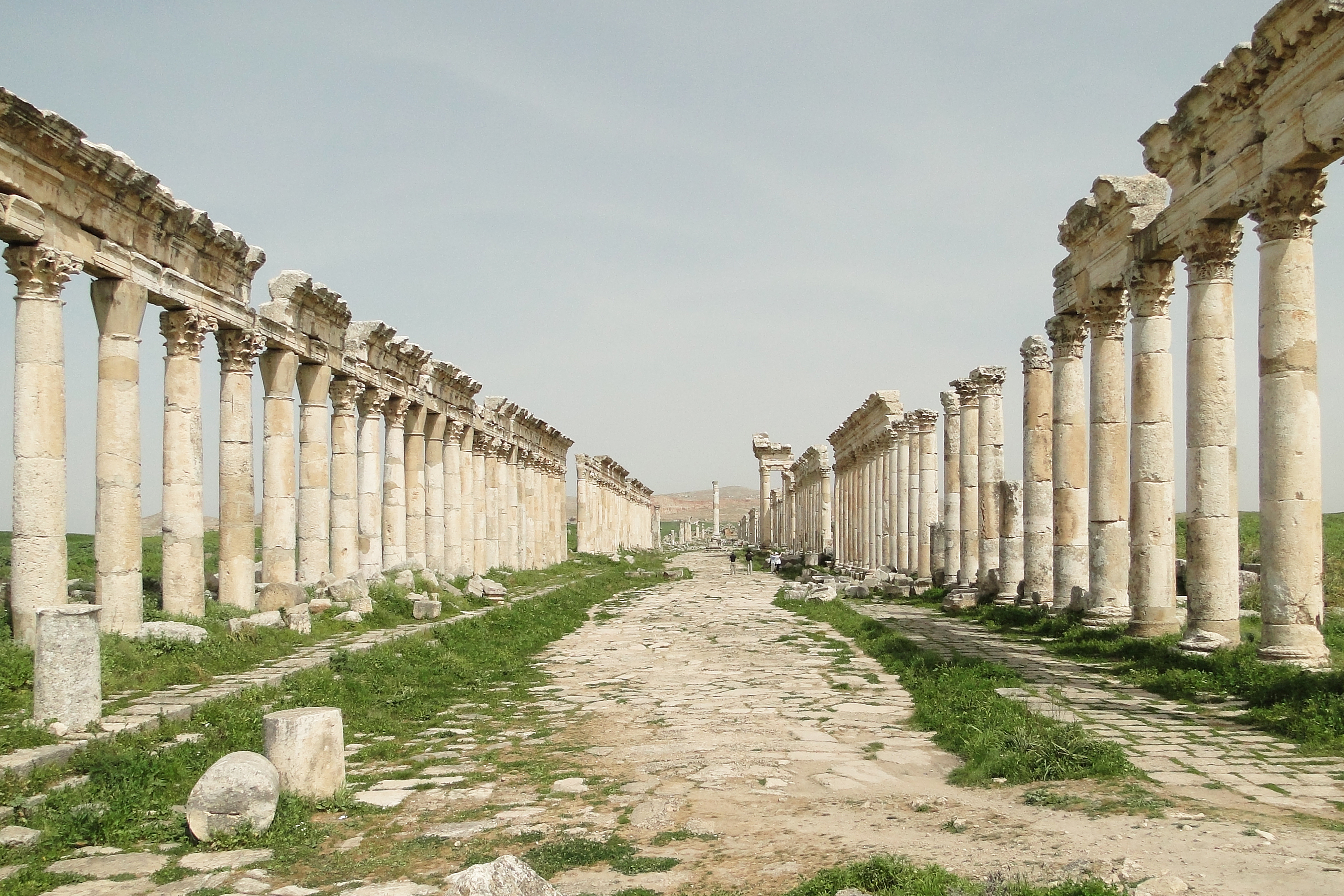
Руїни Апамеї, одного з багатьох міст, захоплених Шапуром

Згідно періодизації наступного напису ŠKZ, похід, розпочатий Шапуром I в 252 році, є другим з трьох його походів проти Римської імперії. Часто він називається також його першим сирійським походом. Цей напис, разом з XIII книгою Сивіл, є практично єдиним джерелом подій даного періоду. Крім цього, відомі археологічні свідчення перської облоги Дура-Европоса. Виявлено також військовий архів цього міста, який проливає світло на перебування в цьому регіоні римського гарнізону в 220—240 роках. Події, які передували цьому вторгненню, відомі погано. Частина з великої кількості узурпаторів, активних в цей смутний період римської історії, діяла на сході імперії. Один з них, віднесений «Історією Авгусинів» до числа Тридцяти тиранів, Кіріад, втік до Персії та за допомогою своїх прихильників зрадив Шапуру Антіохію. Інший, Ураній Антонін, навпаки, успішно боровся з персами.
Час початку перського вторгнення є дискусійним питанням. Різні методи дослідження (текстологічні, нумізматичні) відносять його до 252—253 років. За повідомленнями Мухаммада ат-Табарі, на одинадцятому році царювання Шапура був узятий Нісібіс. Напис ŠKZ перераховує 37 міст і територій, захоплених Шапуром, проте невідомо, чи були вони захоплені в тому порядку, в якому перераховані. Можливо, вторгнення йшло за двома напрямками, північному і південному, після того як перська армія завдала римлянам відчутної поразки при Барбаліссе. Найважливішою подією кампанії, про яку збереглася велика кількість пізніших свідчень, стало падіння Антіохії. Місту, третього за значенням в Римській імперії і найважливішого на Близькому Сході, було завдано серйозної шкоди.
Після захоплення Антіохії перси через Каппадокію повернулися в свою країну, щоб у другій половині 253 року почати другу кампанію цієї війни. На цей раз удача відвернулася від персів і після поразок від Уранія Антоніна (або від правителя Пальміри, Одената), Шапур припинив війну.

### Дії 254—260 років і похід Валеріана

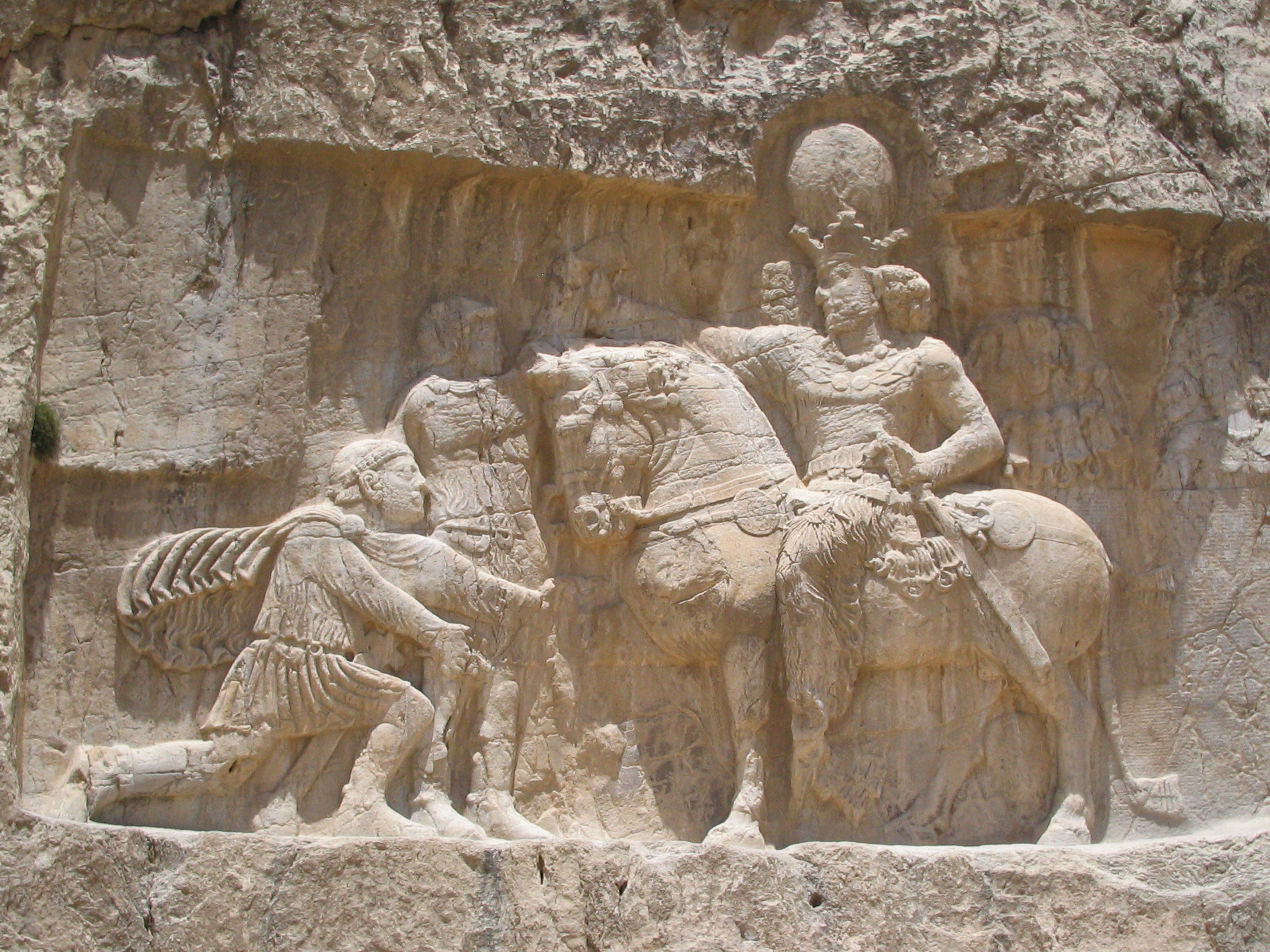
Перський цар Шапур I святкує тріумф над Валеріаном

Приблизно в 253 році Шапур звернув свою увагу на Вірменію. Вірменський цар Хосров був убитий, а його син Трдат втік до Риму. Оскільки перси не ставили своїм завданням колонізацію захоплених територій, області в Месопотамії в цей період були ними залишені. Приблизно в 256 році був захоплений і зруйнований важливий торговий центр Дура-Европос. Тоді знову була захоплена Антіохія, однак, оскільки карбування римських монет в Каррах і Нісібіса не переривалося, це не було широкомасштабним вторгненням. У 254—260 роках основні проблеми Римської імперії були пов'язані з відбиттям наступу готів, і захист східних кордонів імперії в цей час, фактично, був покладений на правителя союзної Риму Пальміри, Одената.
У своїх початкових східних діях Валеріан досяг деяких успіхів, про що свідчать датовані 257 роком його монети з титулом Parthicus. Приблизно в 260 році, як повідомляє напис ŠKZ, Шапур рушив зі своїми військами в Месопотамію, осадивши Карри та Едесу. Зібрана з усієї Римської імперії 70-тисячна армія була розбита, а сам імператор був захоплений в полон. Подальша його доля невідома. Можливо, разом з іншими полоненими-християнами він був зайнятий на будівництві греблі Банд-е Кайсар.
Це була безпрецедентна поразка, яку можна порівняти тільки з поразкою Красса в 53 році до н. е. Увічнене в монументальних рельєфах Накш-Рустама, воно було оспівано в X столітті Фірдоусі (хоча і було помилково приписано Шапуру II) і увійшло в європейську культурну традицію.
Після полону Валеріана Шапур продовжив воювати в Кілікії, проте не так успішно. Скориставшись ослабленням імперії, відновили виступи узурпатори, один з яких, Макріан Старший, разом з Оденатом продовжив боротьбу проти персів. Успіх їх дій дозволив синові Макріана, Макріану Молодшому, претендувати на римський престол. Галлієн, зайнятий численними проблемами в інших частинах імперії, не зміг цьому перешкодити.

### Пальміра між Римом і Персією
У 260 році, після загибелі батька, імператор Галлієн був змушений вдатися до допомоги Одената. Пальміра, затиснута між Римською імперією та Персією, в тій ситуації мала можливість вибирати собі союзників. У записах Петра Патрикія збереглася згадка про мирні переговори, які намагався вести Оденат з Шапуром. У результаті Оденат прийняв від Галлієна титул dux Romanorum, що дав йому законне право командування римськими військами в Месопотамії.
У 262—264 роках Оденат провів надзвичайно успішну кампанію проти Персії, відкинувши Сасанідів на позиції дванадцятирічної давнини. Йому вдалося звільнити Нісібіс і навіть досягти Ктесифона. Згідно середньовічним єврейським джерелам, в цей же похід Оденат розорив великий юдейський центр Нехардею в перській Вавилонії та вивів звідти велику кількість полонених. Після цих успіхів він прийняв титул цар царів, а Галлієн дав йому титули Imperator і corrector totius Orientis («Коректор всього Сходу»). Собі ж римський імператор дав титул Parthicus Maximus. Зосим повідомляє про ще один перський похід Одената.
Можливо, вбивство Одената в 266 або 267 році позначило настання моменту, коли імперії більше не була потрібна додаткова допомога на сході. В результаті римські провінції були возз'єднані з іншою частиною імперії, проте імператору Авреліану знадобились значні зусилля, щоб остаточно підпорядкувати собі Пальміру.
Сасаніди не взяли істотної участі в конфлікті між Римом і Пальмірою, можливо тому, що стислість царювання Ормізда I (272—273) і Бахрама I не допускала ніяких сміливих ініціатив в області зовнішньої політики. Проте, «Історія Августинів» згадує про допоміжні перські війська, перехоплені Авреліоном, які взяли місто в облогу у 272 році, про плани Зенобія Пальмірської тікати до Персії повідомляє також Зосим. Про участь сасанідських військ в цьому конфлікті достовірних відомостей немає. Прийняті Авреліаном титули Parthicus і Persicus maximus, а також написи на монетах VICTORIA PARTHICA можуть відноситись до перемог в дрібних сутичках на східному кордоні або до Пальмірської кампанії.

### Після смерті Шапура I. 272—296 роки
Смерть Шапура I в 272 році, коротке правління його старшого сина Ормізда I та внутрішні проблеми царювання Бахрама I створили сприятливі умови для реваншу Римської імперії, яка вирішила більшість своїх проблем до кінця царювання Авреліана. Влітку 275 року імператор почав готуватися до нового східного походу. Зібравши армію в Іллірії, він оголосив війну Персії, проте був убитий у Фракії в результаті змови. Імператор Проб (276—282), як повідомляє «Історія Августинів», уклав з Персією мирний договір. У 279 році він вперше згадується як Persicus Maximus, однак про військові дії проти Персії в його правління нічого не відомо. Як і Авреліан, він планував масштабний перський похід і був убитий повсталими солдатами.
Наступник Проба, Кар (282—283) проголосив своєю метою знищення перської імперії і реалізував давно заплановане вторгнення, полегшене внутрішніми заворушеннями в правління Бахрама II. Римська армія вторглася в Месопотамію, досягла Ктесифона і захопила перську столицю. Бахрам II, чия увага в цей період була поглинута придушенням заколоту свого родича Ормізда, котрий удався до допомоги саків і кушанів для встановлення своєї влади на сході країни, не зміг організувати опору римлянам. Це єдиний у своєму роді досягнення в певній мірі компенсувало приниження 260 року. Тож не дивно, що Кар також прийняв титули Parthicus і Persicus maximus. Раптова смерть Кара в 283 році (як повідомляє Історія Августинів, від удару блискавки) завадила Риму розвинути цей успіх. Можливо, злякавшись поганого передвістя, син і наступник Кара, Нумеріан, відразу ж відвів армію, навіть не вступивши в переговори про мир. Таким чином, ця кампанія не привела до якихось змін в ситуації, що склалася.
Бахрам, скутий заколотом на сході, був змушений домагатися укладення миру, направивши посольство до Діоклетіана. Умови укладеного в 288 році миру, про який говорить панегірик Мамертін, невідомі, однак після його підписання Діоклетіан зайнявся зміцненням східного кордону своєї імперії і поселень у Вірменії. У 290 році він відновив на троні Західної Вірменії Трдата III, в той час як в Східній продовжував правити син Шапура I Нарсе.

### Війна 296—298 року

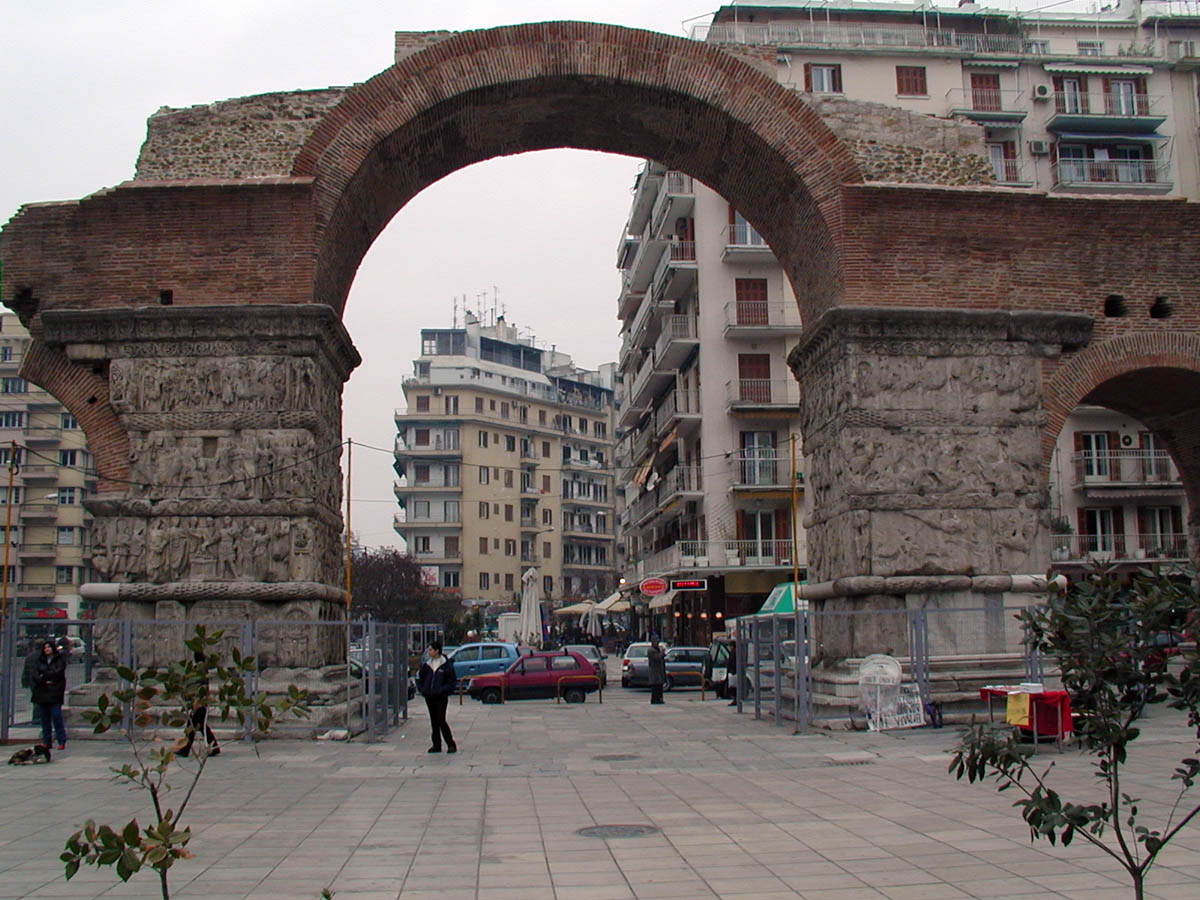
Тріумфальна арка Галерія в Салоніках, зведена на честь перемоги над Сасанідами

Після приходу до влади в 293 році, Нарсе довелося докласти значних зусиль, щоб консолідувати центральний уряд. При цьому підтримка престарілого молодшого сина Шапура I була неоднозначною, тому його релігійна політика була більш терпимою, ніж за його попередників, які слідували порадам фанатичного зороастрійця Картира. У його правління істотно покращилося становище маніхеїв, що стало фактором зовнішньої політики після того, як у 297 році Діоклетіан видав «Едикт проти маніхеїв». Сформована приблизно в цей час в Римській імперії Тетрархія дозволила організувати ефективні дії на кордонах імперії і подолати наслідки «кризи III століття».
У 296 році Нарсе вторгся до Вірменії та змістив Трдата. В цей час Максиміан заміняв в рейнських провінціях Констанція Хлору, зайнятого підготовкою до військової експедиції в Британію проти Караузія. Діоклетіан придушував повстання коропів на Дунаї, а Галерій придушував повстання Ахіллея в Єгипті. В результаті проти Нарсе був направлений Галерій, який був розбитий при Каррах. Ймовірно, Діоклетіан визнав Галерія персонально винним в цій поразці і змусив полководця, одягненого в пурпур, пройти тисячу кроків попереду колісниці Августа. Наступні два роки Галерій збирав нову армію, в той час як Діоклетіан замінив його в Єгипті. За цей час Нарсе не зміг розвинути свій успіх, дозволивши Галерію вторгнутися в північну Месопотамію через Вірменію, де кам'яниста місцевість не дозволила персам в повній мірі використовувати переваги своєї кавалерії. У двох битвах перси були розбиті, а в останньому з зіткнень Нарсе втратив свій гарем.
Після перемоги при Сатале Галерій хотів продовжити переслідування противника вглиб його території, тоді як Діоклетіан не хотів починати нову кампанію, результат якої був незрозумілий. Нарсе також був налаштований на якнайшвидше підписання мирного договору. В результаті в 298 році в Нісібісі був укладений договір, згідно з яким Риму була передана частина провінцій Малої Вірменії, а Трдат був відновлений на троні. Також була чітко визначена межа між імперіями та встановлені правила торгівлі, які опинилися вигідними Риму, тому, що вся торгівля повинна була йти через Нісібіс.

### Сорок років миру. 298-330-і роки
Дуже небагато відомо про наступників Нарсе, Ормізда II (302—309) і Нарсе II (309) і їх ролі в римсько-сасанідсбких відносинах. Схоже, що Ормізд II почав невдалу західну кампанію, можливо, для того, щоб взяти реванш за принизливу поразку свого батька Нарсе. Коротка згадка про це міститься в двох несторіанських джерелах — сирійської хроніки Арбели VI або VII століття, справжність і надійність якої спірні, і арабській хроніці Сеерта. Хроніка Арбели стверджує, що Ормізд ініціював цей похід, щоб помститися за римські гоніння на християн, які мали місце під час правління Діоклетіана і Галерія. Ормізд II дійсно виявляв толерантність до християн, які були переслідуваною меншістю в обох імперіях на початку IV століття. Тим не менше, ці події не порушили мир, укладений в 298 році.
Арабський історик X століття Абу Алі Баламі повідомляє про похід Ормізда II в Сирію проти гассанідів, в результаті якого їхня армія була розбита, а цар убитий. При цьому гассаніди названі союзниками Риму, що є явним анахронізмом для початку IV століття. Ймовірно, це повідомлення є інтерполяцією історика, який помилково ідентифікував арабські племена згідно відмінностей, характерних для кінця IV століття і більш пізніх періодів. Ще одна сумнівна вказівка на військові зіткнення в цей період міститься в «Хронографі» Феофана Сповідника за 322/323 роки, згідно з якою «Нарсис, син царя перського, вторгся в Месопотамію і взяв місто Аміду», але був розбитий Констанцієм, сином Костянтина Великого, зайнятого в цей час боротьбою з Ліцинієм.
Щодо застосування Римом військових заходів проти Персії також для даного періоду немає достовірних свідчень. Про плани Костянтина Великого здійснити похід проти персів може свідчити фраза з панегірика Публія Оптатіана. Сумнівні розповіді Іван Малала (VI століття) і Георгія Кедрина (XI століття) про звитяжні походи, які здійснив цей імператор. Про напруженості у відносинах між державами може свідчити також історія про втечу в Константинополь принца Гормізда, який перейшов на службу Римської імперії.
Проте, в цілому протягом понад тридцять років після укладення миру в 298 році відносини між Римом і Персією були відносно мирними. Хоча умови цього договору не були вигідні персам, спадкоємці Нарсе уникали відкритого порушення. Як згодом про це сказав Лібаній, «те, що відбувалося у персів, не було миром, але відстрочкою війни й не для того, щоб не воювати, вважали за краще вони мир, але щоб повести війну належним чином».

### Загострення відносин в кінці 330-х років

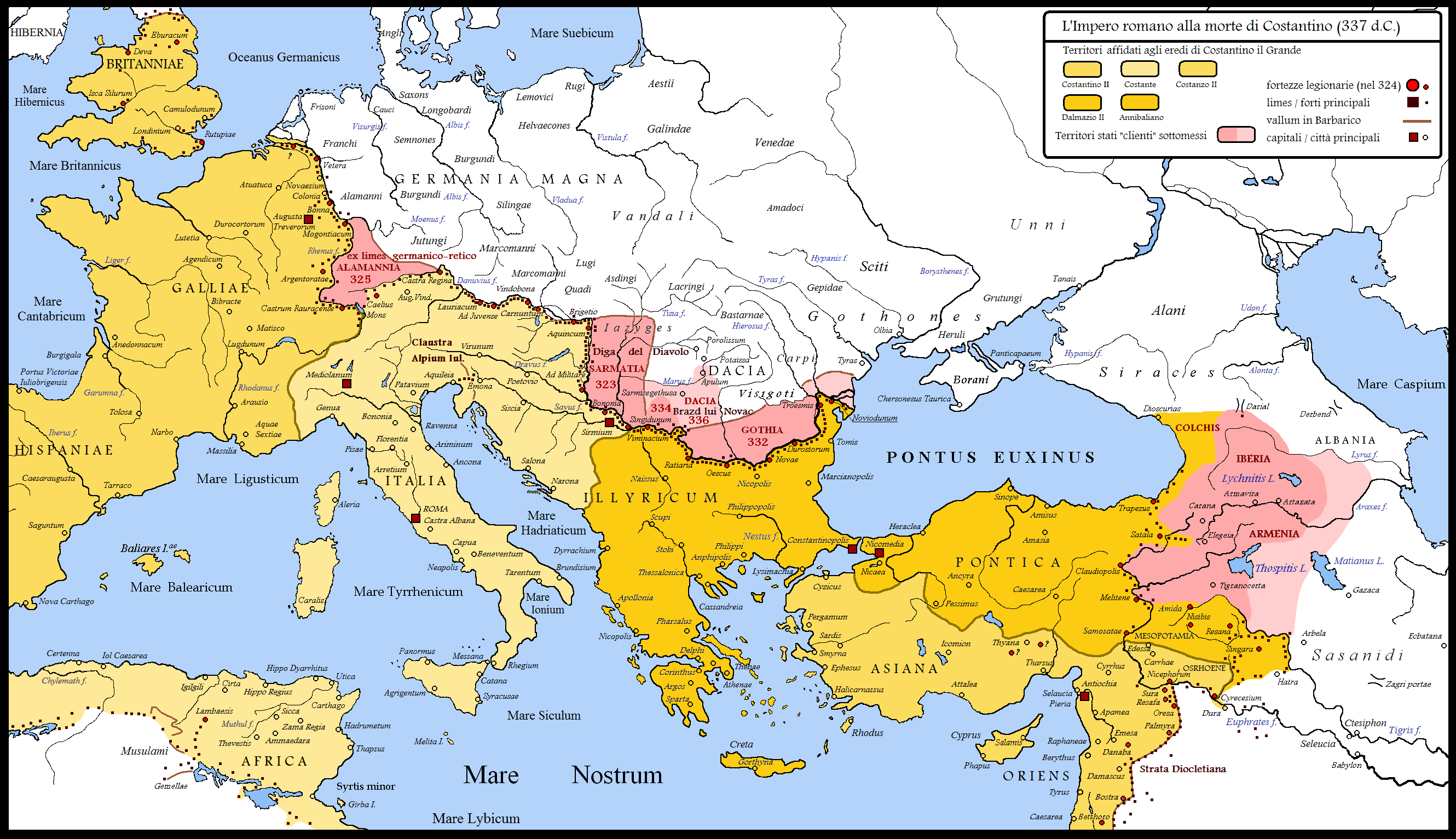
Римська імперія в 337 році

З численних джерел, переважно римських і вірменських, відомо, що до моменту своєї смерті 22 травня 337 року Костянтин активно готувався до походу в Персію. Оскільки інформація з джерел не дає можливості провести датування подій і встановити їх точну послідовність, існують різні інтерпретації причин відновлення напруження між Римською імперією і Персією. Різні теорії відносять кінець мирного періоду до часу від 332 року до смерті Костянтина. Недостатня визначеність джерел, що не дозволяє навіть зробити однозначний висновок про те, чи були цілі передбачуваного походу Костянтина тільки оборонними або ж вони мали завойовницький характер, привела до того, що існує значна кількість спекулятивних теорій, що намагаються реконструювати мотиви дій сторін конфлікту.
Хронологічна послідовність подій може бути приблизно реконструйована наступним чином. Після перемоги над Максенцієм Костянтин Великий прискорив процес християнізації своєї імперії. В останні роки життя він став розглядати себе як борця за християнство і захисника християн у всьому світі. Незабаром після свого прибуття на Схід близько 324 року він направив особистого листа Шапуру II (309—379), в якому висловлював свою віру в християнського Бога, приписував свої перемоги божественній силі і доручав захист християн Персії східному монарху. Потім, після прибуття перських послів і обміну подарунками, між державами встановилися дружні відносини, які дозволяли близько десятиліття процвітати християнству на Близькому Сході. З плином часу, разом з військовими успіхами Костянтина, християнізацією Вірменії, зростанням числа християнських підданих і сумнівами в їх лояльності, наростало невдоволення шаха ситуацією, що складається.
За правління Діоклетіана Мала Вірменія стала однією з семи провінцій понтійського діоцеза, при цьому території, що відійшли по Нісібісському договору, зберігали формальну самостійність. Можливо, за правління Діоклетіана був побудований великий форт в Хізан для охорони дороги від озера Ван до Тигру. Підтримуваний Римом, Трдат III «вів жорстоку війну проти перського царя в усі дні свого життя». Близько 330 року Трдат був убитий, а проти його спадкоємця Хосрова III спалахнув заколот, підтриманий персами.
Близько 335 року Костянтин призначив свого племінника Ганнібаліана «царем царів» і правителем понтійських племен, а цезар Констанцій був призначений командувати військами на східному кордоні. Приблизно до цього ж часу відноситься невдале вторгнення персів в Месопотамію і облога Аміди. У 336 році Шапур відправив посольство з пропозицією миру, однак Костянтин його не прийняв. Смерть Костянтина не дала реалізуватися римським планам. Після вбивства Ганнібаліана в тому ж році заколот в Вірменії поступово припинився, і Хосров з римською допомогою відновив свою владу.

### За правління Констанція II. 337—361 роки
Хаос, який виник в Римській імперії після смерті Костянтина, не залишився непоміченим персами, однак тільки в 338 році вони змогли організувати наступ. У той час як Констанцій II був зайнятий на Заході переговорами зі своїми братами, у Вірменії ворожа Риму партія скинула царя і почала здійснювати набіги на прикордонні області. Потім Шапур II вторгся в Месопотамію, спустошив цю область і взяв в облогу Нісібіс, проте силами невеликого гарнізону і городян вдалося успішно витримати 23-денну облогу. Потім, коли в кінці літа Констанцій повернувся з Вімінаціума, він вирушив до Арзанени, де відновив вигнаного царя, а його супротивників вивіз в якості полонених в Антіохію. Хоча Констанцій зміг добитися укладення союзу з сарацинами проти Персії, відразу виступити проти неї імператор не зміг, оскільки дисципліна в армії після вбивств в Константинополі істотно ослабла. До зими 338/339 років Констанцій вирішив, що зібраних сил досить, і почав похід в Месопотамію. Не зустрівши супротивника, він не наважився заглиблюватися на територію противника.
Оскільки пряме управління Вірменією персами виявилося неефективним, і повстання тепер відбувалися вже проти них, Шапур вирішив змінити політику і відновив в 341 році на вірменському престолі сина Тирана, Аршака II. Це дозволило стабілізувати ситуацію і зміцнити вплив Персії на Кавказі. У 346 році Шапур вдруге, і знову безрезультатно, обложив Нісібіс. Зміни, що відбулися в 344 і 348 роках битви під Сингара не принесли персам будь-якої стратегічної переваги. У 350 році відбулася третя облога Нісібіса, в результаті якої перси втратили близько 20 000 чоловік і були змушені відступити через вторгнення масагетів. Рим не зміг скористатися цією сприятливою можливістю, тому що увагу Констанція водночас відвернули повстання Магненція і Ветраніона на Заході. Таким чином, зайняті своїми проблемами, Рим і Персія майже вісім років перебували в стані миру.
За час миру цар Аршак уклав союз з Римом, в той час як перси успішно домовилися з хіонітами. Амміан Марцеллін повідомляє, що римляни за посередництвом сатрапа Адіабена Тамсапора сповістили шаха про своє бажання вступити в переговори. Шапур запропонував неприйнятні для Констанція умови укладення мирного договору, ультимативно зажадавши Месопотамію і Вірменію. Після відмови імператора Шапур виконав свою погрозу і в 359 році перетнув Тигр. Римляни, не вступаючи в бій, почали відступати, плюндруючи за собою території. Констанцій покинув Константинополь і прибув до Каппадокію, щоб забезпечити лояльність вірменського царя, а потім попрямував у Едесу, де зайнявся збором армії. В цей час Шапур, вирішивши більше не витрачати час на облогу Нісібіса, взяв його в 73-денну облогу і захопив Аміду. Однак на той час Констанцію вдалося зібрати значні сили, у зв'язку з чим Шапуру довелося відступити на зиму за Тигр.
У 361 році Констанцій виявився в складній ситуації цезар Юліан, проголошений навесні 360 року своєю армією в Парижі августом, погрожував імперії на Заході, а Шапур знову погрожував перетнути Тигр. Вирішивши в першу чергу усунути внутрішню загрозу, Констанцій вирушив на Захід, але, серйозно захворівши, помер по дорозі в Кілікію 3 листопада 361 року.

### Похід Юліана II. 363 рік

Вважається, що на інавгураційному рельєфі Арташира II в Так-е Бостані фігура шаха зневажає тіло Юліана Відступника

По Констанцію на чолі Римської імперії став Юліан II, у якого було багато причин відновити війну проти Персії. Він міг припускати, що успіх в такій кампанії підвищить популярність його релігійних ініціатив, або чекати, що це буде сприяти посиленню єдності між чиновниками й армією Західної та Східної частин імперії. На думку Амміана Марцелліна, причинами нової війни стали неспокійний склад характеру нового імператора і його бажання отримати титул Parthicus. Бажання імператора воювати було непохитним, і ні вартість війни, ні поради наближених, ні прохання перського царя прийняти його посольство і вирішити спірні питання миром не могли вплинути на його рішення.
5 березня 363 року армія Юліана виступила з сирійської Антіохії. Після перетину Євфрату у Калініка армія продовжила рух по лівому березі річки вниз за течією у напрямку до Ктесифона, захоплюючи по шляху перські фортеці. У травні 363 року римська армія досягла перської столиці. Однак здобута під стінами міста тактична перемога не дозволила досягти цілей походу, і Юліан вирішив продовжити просування углиб території супротивника. У битві при селищі Туммар (неподалік берега р. Тигр) 26 червня 363 р. імператор отримав смертельне поранення, від якого він помер уночі того ж дня (за іншими даними, в ніч на 29 червня 363 р.).
Новому імператору Йовіану довелося спішно повернути римську армію, уклавши 30-річний мирний договір, за яким Нісібіс, Сингара і п'ять областей у Верхній Месопотамії були повернуті Персії. Рим також обіцяв не надавати допомогу царю Вірменії, якщо той звернеться за нею.
В результаті обидві держави стали володіти приблизно рівними територіями в цьому стратегічному регіоні, і якщо порівнювати з ситуацією після договору 298 року, то становище стало більш рівним. Рим і Персія контролювали кожен по половині сатрапій Верхньої Месопотамії та області Тигра. Хоча домовленості про Вірменію були повністю переглянуті в 386 році, укладений договір забезпечив стабільність кордонів до 502 року.

### Вірменське питання в 364—387 роках
Умови договору 363 року в тій частині, в якій вони стосувалися Вірменії, ймовірно, не були достатньо конкретними. Первісне свідоцтво Амміана явно вказувало, що Рим відмовлявся тільки від свого права захищати Аршака II, проте з подальшої оповіді можна припустити, що ця умова поширювалося і на його наступника Папа. Про те, що відмова Риму від участі в вірменських справах мала більш широкий характер, свідчать також хроніки Зосима і Фауста Візантійського.
Однак надії на міцний мир не справдилися. Шапур II відчував себе зв'язаним зобов'язаннями за договором 363 року тільки за життя Йовіана. Коли римський імператор помер в наступному році, він відновив свою агресивну політику. Основним джерелом подій у Вірменії в цей період є хроніка Фауста. Відповідно до неї, між 364 і 369 роками відбулося 27 перських набігів до Вірменії. У більшості випадків їх очолювали вірменські перебіжчики, в тому числі принци з роду Аршакідів і Маміконянів. В результаті такої масштабної зради «почалося розкладання в таборі вірменського царя». При цьому Шапур настійно закликав Аршака до себе для проведення ведення переговорів, від чого той постійно відмовлявся, попри бажання народу укласти мир. Нарешті, на тридцятий рік свого правління, отримавши клятви запевнення у своїй безпеці й ультимативну вимогу приїхати, Аршак вирушив до Персії, де був засліплений і поміщений до кінця своїх днів. Різними джерелами ця подія датується між 364 і 369 роками.

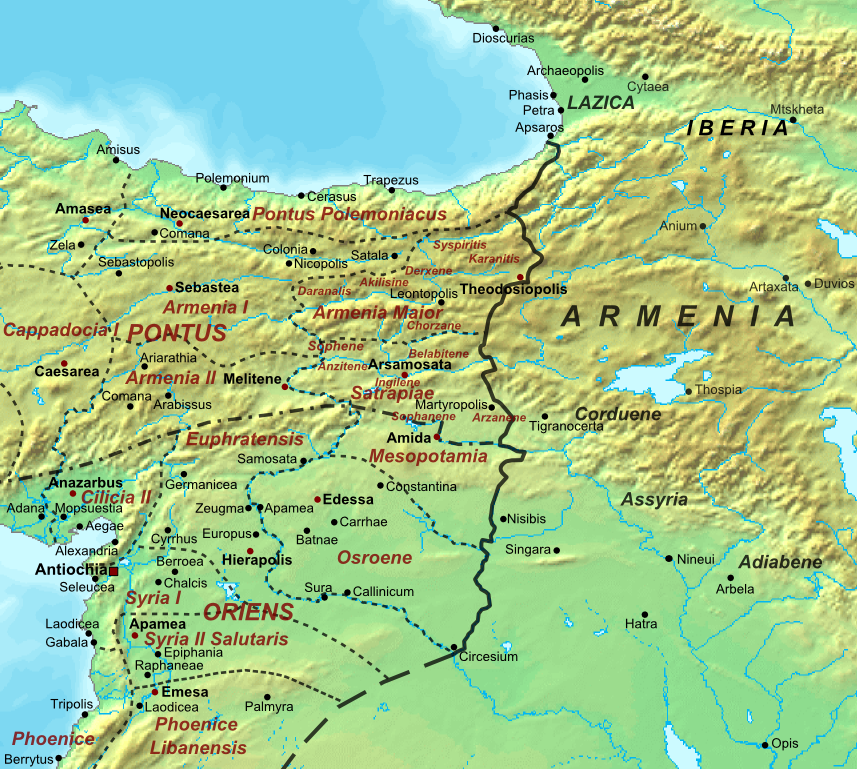
Римо-перський кордон до кінця IV століття. Незважаючи на всі наступні війни, в такому вигляді воні залишався до правління Юстиніана

Захопивши Аршака, Шапур став прагнути до повного підпорядкування Вірменії та введення в ній зороастризму. Він став також втручатися в справи Іберії, вигнавши поставленого Римом Саурмага II, передавши управління цією країною Аспакуру, «надавши йому право носити діадему, щоб явно позначити своє знущання над нашим рішенням». У 370 році Пап, обложений разом з матір'ю в фортеці Артогерасса, зміг втекти на римську територію, де імператор Валент зустрів його з пошаною і надав для проживання Неокесарію. Проте, побоюючись порушити договір, Валент зважився тільки на надання символічної підтримки— з Папом до Вірменії був посланий дукс Теренцій, якому не було дано дозволу вступати в зіткнення з персами. В результаті, не дочекавшись допомоги, після 14 місяців облоги, Артогерасса впала, а цариця Парандзем була захоплена в полон. Міста Арташат, Вагаршапат і Зарехаван були також захоплені, зруйновані, а їх жителів взято в полон.
Нарешті, в 371 році Валент вирішив надати військову підтримку Папу, відправивши коміта Арінфея з військом, «щоб надати допомогу вірменам в разі, якщо перси зроблять спробу потривожити країну вторинним нападом». В результаті Пап зміг зайняти трон, захоплені персами фортеці були повернуті, а римські гарнізони розмістилися по всій Вірменії. Іберія була розділена на дві частини, одна з яких була віддана вигнаному раніше Саурмагу, який повернувся з дванадцятьма легіонами Теренція, а інша залишилася в Аспакура. З приводу Вірменії Шапур заявив протест, стверджуючи, що надана вірменам підтримка суперечила договору 363 року.
У 372 році вірменський полководець Мушег напав на територію Персії та захопив табір Шапура в Атропатене. І Фауст, і Амміан згодні в тому, що це була виключно вірменська перемога, і римляни брали участь тільки в розділі здобичі. Коли після своєї перемоги Пап став проводити занадто незалежну політику, Валент надав підтримку частині знаті та духівництва ворожого царя, внаслідок чого Пап був зрадницьки убитий в 374 році. У 387 році Вірменія була розділена, і з 391 року правителів Західної Вірменії призначав імператор. У 373 році Валент відправив до кордону римські війська, яким під Вагабантою довелося витримати сильний натиск перської кінноти. Армія Шапура на чолі з шахом прибула в Атропатену, в цій же області стали концентруватися вірменські й римські війська. В наступних зіткненнях римсько-вірменські війська здобули ряд перемог.
У внутрішніх справах цар Пап прагнув до більшої самостійності. Підтримка царем аріанства привела до конфлікту з католикосом Нерсесом і смерті останнього. Після того як Кесарія відмовилася затвердити кандидатуру, запропоновану царем, він почав обмежувати права і привілеї церкви та схилятися до відновлення язичництва. Запрошений Валентом в Тарс, Пап був поміщений під варту, але зумів втекти. Імператор, що втратив довіру до Папу, наказав убити його.
Після цих подій Шапур вирішив вдатися до дипломатичного вирішення конфлікту і запропонував розділити Вірменію та Іберію. Переговори проходили в 375 і 376 роках і не привели до укладення угоди. У 377 році Валент збирався почати кампанію проти Персії, проте вторгнення готів змусило вивести легіони з Вірменії. Залишившись без підтримки Вараздат був убитий, а влада перейшла в руки проперськи налаштованого Мануїла Маміконяна. Катастрофа під Адріанополем дозволила йому на сім років забезпечити мир своїй країні.
Після смерті Мануїла запанував Аршак III, син Папа, демонстрував вірність християнській ортодоксії і імператору Феодосію Великому. Однак, оскільки велика частина знаті схилялася до авторитету Шапура III, підтримуваний останнім Аршакідський принц Хосров IV запанував у Вірменії, а Аршаку довелося бігти під захист Риму. Однак виниклий конфлікт вдалося вирішити дипломатичними засобами. У 386 році посольство Шапура досягло Константинополя, а Флавій Стиліхон прибув в Ктесіфон. Старий проект розділу Вірменії було реанімовано — і в 387 році Хосров став правити приблизно 4/5 території Вірменії, а Аршак іншою частиною.

### Поліпшення відносин на початку V століття
До моменту смерті Шапура II в 379 році Персія була потужнішою, ніж будь-коли раніше. Незважаючи на суперечки через Вірменію в останній чверті IV століття, напруженість у відносинах між двома великими імперіями до кінця IV століття зменшилася, а відносини перейшли в більш прагматичне русло на ґрунті спільної зацікавленості в охороні кавказького кордону і питанні про вартість цієї послуги для Римської імперії. У той час як більша частина IV століття була зайнята довгим правлінням Шапура II, чия агресивна політика щодо Заходу призвела до численних збройних зіткнень між двома державами, V століття показало ослаблення напруженості між Заходом і Сходом. Можливо, це було пов'язано зі слабкістю його наступників, Арташира II (379—383) і Шапура III (383—388), про яких мало що відомо. Правління останнього відзначено поліпшенням становища християн і першими ознаками активності гунів кочових народів в кавказькому регіоні і на сході імперії. Ця проблема стала гострою при правлінні Бахрам IV (388—399), коли в 395 році гуни вперше вторглися через Кавказ на Близький Схід.
У 409 році Єздигерд I (399—420) проголосив свободу віросповідання для християн. Користуючись підтримкою шаха, глава перських християн Ісаак Селевкійскій скликав собор в Селевкії. На цьому соборі, що відкрився 1 лютого 410 року, була підтверджена прихильність канонам Нікейського собору, тим самим був усунутий розкол зі своїми західними одновірцями, а сам Ісаак був затверджений в якості глави Церкви Сходу. Подальше зміцнення релігійного світу в Персії пов'язано з активністю Маруфи, єпископа Мартіропольского, який виконав велику кількість посередницьких місій між візантійським імператором і перським шахом. Сократ Схоластик приписує йому викриття обману зороастрійських волхвів перед Єздигердом і його намір прийняти християнство, здійснити яке завадила смерть правителя.
Про те, що на початку V століття між двома імперіями розвивалися взаємовигідні торговельні відносини, свідчить включена до кодексу Юстиніана конституція лат. de commerciis et mercatoribus імператорів Гонорія і Феодосія II. Датована 408/409 роками і адресована префекту префектури Сходу Анфімію, вона встановлювала місця торгівлі— Нісібіс і Артаксати, розташовані на перській стороні, і візантійський Каллінік. У цьому документі встановлювалися також відповідальність за шпигунство і правила проїзду послів. Той факт, що конституція відноситься до торговців обох країн, означає, що сасанідські інтереси також були представлені, а для її виконання була потрібна згода Єздигерда.
Джерела повідомляють різні факти, що ілюструють хороші відносини між державами на початку V століття. Наприклад, повсталий в правління Бахрама IV сатрап перської частини Вірменії Хосров шукав, але не знайшов підтримки у Феодосія Великого. Романтична історія, розказана Прокопієм Кесарійським, про те, як імператор Аркадій (383—408) попросив Єздигерда стати опікуном свого малолітнього сина Феодосія після своєї смерті, при всій своїй неправдоподібності також може служити підтвердженням мирного характеру відносин в ці два десятиліття.

### Війни 420—422 і 440 років
До 420 році як у Персії, так і у Візантійській імперії з'явилися обставини, які роблять нову війну оптимальним засобом вирішення внутрішньополітичних проблем. У Персії релігійна терпимість Єздигерда, яка призвела до стрімкого поширення християнства після 410 року, стала викликати неприязнь зороастрійських священників і аристократії. З іншого боку, благочестива сестра Феодосія II Пульхерія, котра в 414 році прийняла титул августи, приділяла велику увагу боротьбі з іновірцями і захисту християнства. Тому, коли близько 420 року християнський священник з міста Хорміздардашір зруйнував святилище вогню, розташоване поруч з християнським храмом, і християнська громада міста відмовилася оплатити його відновлення, послідувавші за цим страти винуватців і переслідування християн по всій Персії стали приводом для війни. Сократ Схоластик називає й інші причини конфлікту — невидачу римлянами втікачів перських християн, неповернення персами орендованих золотокопачів і образи, які чинили перси римським купцям.
Під командуванням Флавія Ардавура римська армія взяла в облогу Нісібіс, в той час як, відповідно до розповіді Мовсес Хоренаці, перська армія під особистим керівництвом Бахрама V протягом тридцяти днів тримала в облозі Феодосіополь. Військовий успіх був скоріше на боці римлян, однак вторгнення в 422 році гунів у Фракію змусило сторони шукати миру. В результаті укладений в 422 році між імперіями мир не приніс жодних територіальних змін. Умови мирного договору не збереглися, проте, ймовірно, його умови гарантували християнам не тільки можливість шукати притулок в Римській імперії, а й припинення переслідувань. При цьому в Римській імперії гарантувалися аналогічні умови для прихильників зороастризму. Можливо також, що договір забороняв «переманювати» арабських союзників іншої держави.
Наслідком цих подій стало прийняття в 424 році рішення лідерами перських християн про незалежність своєї церкви від візантійської церковної організації з метою уникнути підозр у симпатіях до ворогів Персії. Ймовірно, ця політика принесла свої плоди, і хоча акти мучеників, які стосуються правління Бахрама V і його сина Єздигерд II, численні, інтенсивність переслідувань була набагато нижче, ніж за часів Шапура II. Короткочасний конфлікт в 440 або 441 році, коли, скориставшись тим, що Візантійська імперія зазнала одночасного вторгнення гунів Аттіли і вандалів Гейзеріха, Єздигерд II вторгся в римську Вірменію, не зіпсував становища християн в Персії.
Слід також зазначити, що Вірменія, Іберія і Кавказька Албанія піддавалися значного тиску, в яких при Єздигерді II посилилось насадження зороастризму, не знайшли підтримки ні у Феодосія II, ні у його наступника Маркіяна.

### Стан справ у другій половині V століття
Хоча між 440 і 502 роком між Візантією і Персією не було військових зіткнень, цей період був насичений подіями, важливими для обох держав.
Труднощі, які відчувала Східна Римська імперія на початку 440-х років, відображаючи агресію відразу на декількох фронтах, привели до істотної реформи управління кордоном. З 443 року магістр офіцій відповідав за те, щоб лімітанеї і союзні сарацини охороняли східний кордон імперії, а XIV новела Феодосія встановлювала правила оплати їх послуг. Незабаром після укладення миру в 442 році Єздигерд II переніс свою столицю з Ктесіфона в Нішапур для того, щоб краще діяти проти «білих гунів», боротьба з якими забирала всі сили сасанідської імперії.

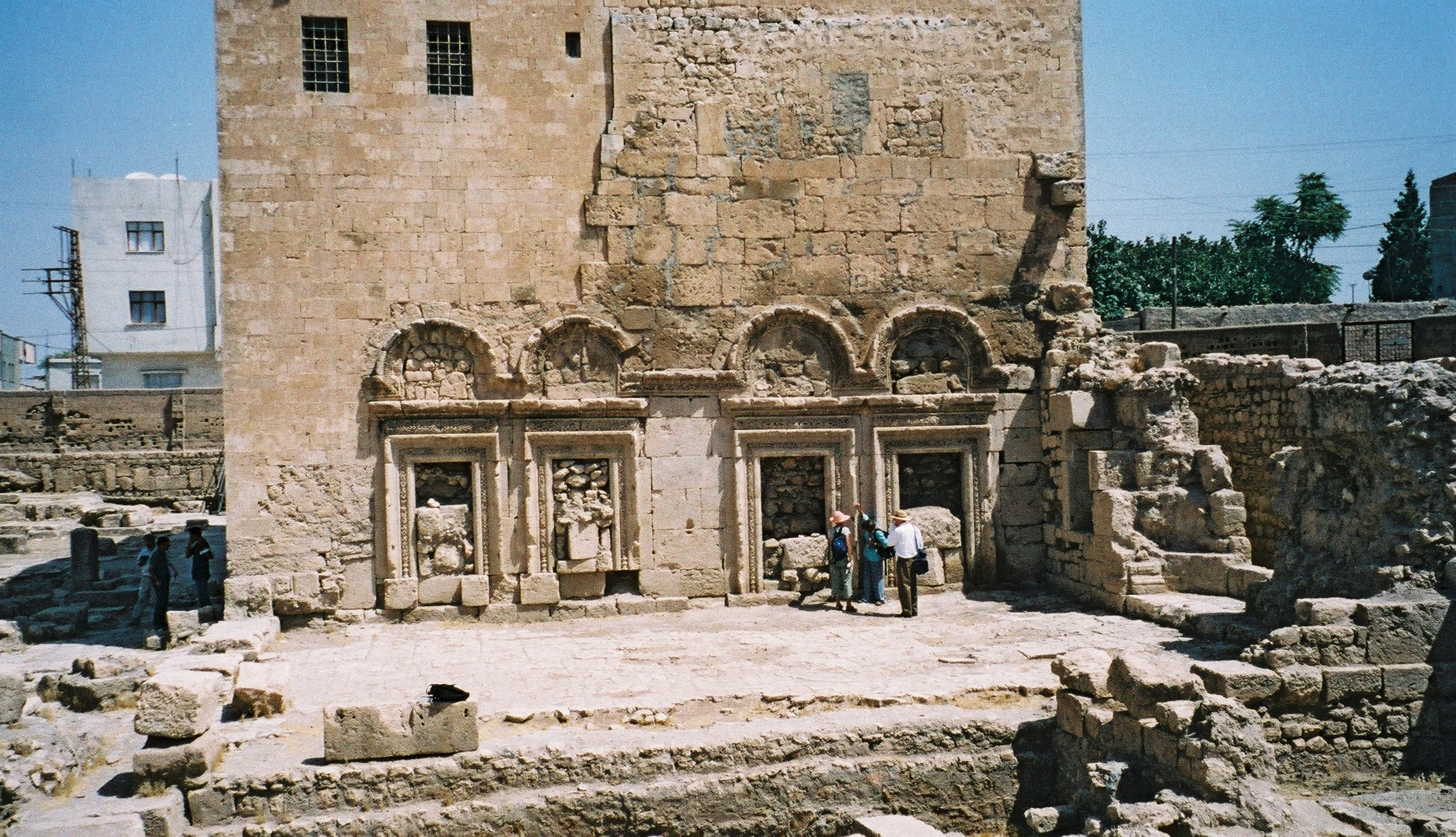
Руїни собору Святого Якоба в Нісібісі

Період 450—470 років відзначений боротьбою Персії і Візантії за вплив над арабськими племенами. За правління Пероза (457—484) Персія продовжувала воювати з кочівниками, що вимагало напруження всіх сил держави і приводило до виснаження скарбниці. Посилення податкового тягаря, покладеного на кавказькі провінції Персії, призвело до повстань в 481—484 роках народів Закавказзя. У той же час шах вимагав від візантійців золота, «не вимагаючи його як подати, але викликаючи їх старанність, нібито він заради них вів з „гунами“ війну, „щоб вони не перейшли в вашу землю“». Після загибелі Пероза в 484 році його наступник Балаш (484—488), «чоловік смиренний і миролюбний», прийняв країну в розореному стані і порожньою казною. Імператор Зенон, до якого він звернувся за допомогою, відмовив йому, нагадавши, що прийшов час повертати Нісібіс, який був, нібито, переданий за договором 363 року персам на 120 років.
Ослаблена Персія була змушена укласти Нварсаксійський мир, що відновив релігійний мир в Закавказзі. Інші важливі релігійні процеси були пов'язані з поширенням несторіанства в Персії. Після соборів в Ефесі (431) і Халкідоні (451) численні послідовники доктрини Несторія бігли в Персію, де стали найважливішою опорою Балаша, який не мав коштів, щоб отримати підтримку армії. На відміну від православних, які були прикріплені до антіохійському діоцезу, несторійці розглядалися не як потенційні шпигуни, а як союзники в боротьбі проти Візантії. Одночасно з цим відкидалася претензія візантійського імператора на право бути єдиним законним представником християнської церкви. Як наслідок, релігійні переслідування в Персії припинилися. У 484 році Бар Саум, фанатичний послідовник несторія, використовував свій вплив для того, щоб підтриманий шахом Пероз синод в Бет Лапате поширив несторіанство на всі християнські громади Персії. Протягом короткого періоду часу Ассирійська Церква Сходу створила тісну мережу єпархій по всій імперії, і несторіанство стало, фактично, другою після зороастризму «державною церквою».

### Анастасієва війна. 502—506 роки
Причини, за якими закінчився найдовший період миру в історії римсько-перських відносин, пов'язаний зі складними внутрішніми обставинами в Ірані. Запанувавший після осліплення Балаш Кавад I підтримав маздакізмічний рух, економічні вимоги якого складалися у встановленні майнової рівності. В результаті, коли на вимоги шаха виплатити данину, висунуту в 491/492 і 495/496 роках, імператор Анастасій відповів відмовою, Кавад не зміг знайти підтримку всередині своєї держави і був змушений тікати до ефталітів. Відновившись на престолі з допомогою кочівників Каваду довелося не тільки годувати і утримувати своїх нових союзників, але і дати їм можливість збагатитися. Порожня казна, внутрішні хвилювання, неврожай і повінь не залишали іншої можливості, крім війни з Візантією. Крім гунів, Кавад зміг залучити до свого походу бунтівні арабські племена і вірмен. Візантія в цей час сама перебувала в складному становищі, вимушена вести війни з гепідами в Європі, блемміями в Північній Африці і займатися придушенням Ісаврійського заколоту і хвилюваннями в столиці.
Події перського вторгнення, розпочатого в серпні 502 року, найбільш детально викладені в сучасних подіях сирійськими джерелами, найважливішим з яких є хроніка Єшу Стиліта. Перший удар перського війська припав на візантійську Вірменію, в якій був спустошений і зруйнований Феодосіополь, а потім і «всі села північного боку». У серпні та вересні, не зустрічаючи організованого опору, перські і гуннські війська грабували провінції, що лежать на шляху до Аміда і Едеси — Агела, Суф, Вірменію і Ароб. Дізнавшись про розграбування багатих торгових центрів і не маючи можливості надати збройний опір, Анастасій направив пропозицію Каваду взяти золото і покинути межі Візантії. Ця пропозиція була відкинута, і 5 жовтня 502 року армія Кавада обложила Аміду. Коли стало ясно, що швидко місто не взяти, Кавад, не знімаючи облоги, доручив іншим частинам свого війська почати операції на інших напрямках. Один із загонів, спрямований до Телле, завдав поразки Дуксу Олімпію 2 листопада, а інший, під командуванням лахмідського царя Нааман, 26 листопада захопив Харан, взявши в полон 18 500 осіб. Дукс Меліта Євген, після поразки Олімпія, не рахуючи можливим чинити опір всьому перському війську, попрямував до Феодосіополя і знову захопив містом.
Найважливішою подією війни стала облога Аміди, що почалася 5 жовтня 502 року. Незважаючи на всі зусилля, Кавад не зміг взяти місто, використовуючи всі облогові технології того часу. Його втрати були настільки великі, що він навіть розглядав можливість зняття облоги за невеликий викуп сріблом. Однак жителі міста відкинули цю пропозицію, і, коли в результаті зради, 10 січня 503 року місто було взято, персами було перебито, як повідомляють різні джерела, 80 000 чоловік. Величезна здобич, велика частина якої дісталася шахові, включала не тільки золото та прикраси, а й твори мистецтва і кращих ремісників. Перезимувавши в Аміді, Кавад рушив на схід, до плоскогір'я Синджар. Навесні 503 року Анастасій відправив в Месопотамію військо під командуванням Ареобінда, Патрікія і Іпаті. 15-тисячне військо Ареобінда встало на кордоні у Дари, яка в той час ще не була укріплена, а 40-тисячне військо Патрікія і Іпатія взяло в облогоу Аміду. Здобувши ряд перемог, візантійці, позбавлені єдиного командування, не змогли розвинути успіх. Після невдалої облоги Нісібіса Ареобінд був розгромлений біля Телли, а Патрікій і Іпатій;— у Апанди. Відступивший у Едесу Ареобінд був взятий облогу у вересні Кавадом, перед цим безуспішно намагавшись взяти Телль. Завдяки героїзму місцевого населення облога була знята, і Кавад відступив до Євфрату.
У жовтні 503 року Месопотамії досягло велике військо під командуванням magister militum Келера, який повинен був об'єднати командування над візантійською армією. Взимку 503 року римляни продовжували турбувати перський гарнізон в Аміда, а в березні Келер вирушив у похід прикордонними провінціями Персії, захоплюючи велику кількість полонених. В цей час Патрікій продовжував брати в облогу Аміду, в якій почався сильний голод. Ці обставини, а також загострення становища на Кавказі, змусили Кавада наприкінці 504 року почати переговори про мир. У 505 році було укладено перемир'я і у персів була викуплена Аміда, а восени 506 року було укладено мир. Оскільки з настанням зими візантійська армія почала розбігатися, досягнуті умови миру були вигідніші персам. За повернення Аміди і припинення війни було виплачено значну кількість золота. Згідно Прокопію Кесарійському, мир заключився на сорок сім років і тому носив характер перемир'я.

### Між війнами. 506—526 роки
Хоча в наступні роки не було збройних конфліктів, римляни в період миру займалися діяльністю, що мала далекосяжні наслідки. З огляду на досвід попередньої війни, Анастасій зрозумів, що римські укріплення вздовж кордону неспроможні і не зможуть уникнути перського наступ, тому був побудований ряд нових прикордонних фортець. На підставі аналізу ряду варіантів, в 505 році був зроблений вибір на користь розташованої в 80 кілометрах на північний захід від Нісібіса і 5 кілометрах від кордону Дари в якості нового стратегічного пункту на кордоні з Іраном. Роботи почалися ще до підписання мирного договору і велися прискореними темпами; все будівництво, за повідомленням Захарія Мітілейського, зайняло 2-3 роки. Будівництво потужної фортеці в такій близькості від кордону викликало безрезультатні протести Кавада, які, як і спроби силою розігнати робітників, не змогли перешкодити закінчити будівництво. Були також укріплені і інші міста Месопотамії і Феодосіополь в Вірменії.
Мирний характер відносин до початку 520-х років був обумовлений внутрішніми проблемами обох держав. До 513 року Кавад успішно вів війну з «білими гунами», що повністю забирала його сили, а потім уваги знову стало вимагати маздакійський рух, учасники якого були залучені в змову проти шаха на користь його сина. Після того як в 523 році лідера руху було вбито, як політична сила маздакізм в Персії був знищений.
У період складна картина міжрелігійних відносин ускладнилася тим, що з приходом до влади в Візантійській імперії прихильників Халкідонського собору в особі імператора Юстина I і його племінника Юстиніана почалися переслідування монофізитів, частина з яких вважала за краще переселитися в Персію, де вони були вороже зустрінуті несторіанцями. Оскільки частина арабів також була прихильниками монофізиства, це вплинуло на те, що лахмідський цар Мундаре відкинув пропозицію хим'ярітського правителя Зу Нуваса знищити всіх християн на своїй території. Завоювання південного Ємену Аксумським царем Калебом також відбулося за участю лахмідських арабів, традиційних союзників Персії, з якими Візантія істотно поліпшила відносини після переговорів в Рамлі в 524 році.
На початку 520-х років вплив Персії в Закавказзі зменшився настільки, новий цар лазів Цате вважав, що краще за підтвердженням свого титулу звернутися не до Кавада, від якого він очікував вимоги прийняття зороастризму, а до Юстина. Збереглися докладні розповіді про те, як Юстин тепло прийняв Цате в 522 році в Константинополі, визнав його правителем Лазікі, подарував йому гарні вбрання, прикрашену своїм портретом, і одружив на внучці патриція і куропалата Онін. Повідомлення джерел про те, що Цате під час свого візиту хрестився, слід швидше розуміти як вказівку на те, що він урочистим актом хотів підтвердити свою прихильність до християнства, ніж те, що принц був язичником в переважно християнській країні, що хрестилася в правління імператора Лева. На протест Кавада, який вважав, що сталося порушенням чинних угод і втручанням в свою сферу впливу, Юстин відповів в тому сенсі, що неможливо перешкодити чиїм-небудь бажанням стати християнином.
У пошуках союзників в близькій війні обидві держави звернулися до гунів, що жили за Кавказькими воротами. І Кавад, і Юстин вели переговори з їхнім ватажком Зілгібі, який прийняв багаті подарунки у обох сторін і обіцяв як персам, так і римлянам військову допомогу. Дізнавшись про таке віроломство, Юстин вирішив повернути ситуацію в свою користь і сам повідомив про лукаву поведінку вождя гунів. Кавад викликав Зілгібі до себе і, коли той підтвердив висунуті проти нього звинувачення, убив і його, і 20 000 не підозрювали про небезпеку супроводжуваших свого вождя кочівників. Кавад був так вражений цим дружнім жестом Юстина, що запропонував йому усиновити свого молодшого сина Хосрова і тим самим забезпечити йому успадкування престолу. Подробиці завершених нічим переговорів на цю тему, які Кавад хотів поєднати з укладенням формального миру, розповідаються у праці Прокопія Кесарійського.

### Іберійська війна. 526—532 роки
Невдале завершення переговорів призвело до того, що Кавад знову почав шукати шляхи захоплення Лазіка. На думку Прокопія Кесарійського, це прагнення персів було частиною далеко стратегічного плану, наступними цілями якого були візантійські провінції Галатия, Віфінія, а потім Константинополь. Таким чином, здійснюючи цей план, Кавад посилив тиск на сусідню Іберію. Традиційно в якості приводу для війни на Кавказі було обрано насадження зороастризму, зокрема, іберійцями було наказано замість поховання мертвих залишати їх на поталу птахам і собакам. Іберійський цар Гурген звернувся за допомогою до Юстина, який відправив у Крим до гунів племінника Анастасія Проба, з метою підкупити кочівників для допомоги Іберії. Місія Проба виявилася неуспішною через те, що гуни в цей час перебували в стані міжусобної боротьби, що, однак, дозволило Юстиніану згодом підкорити Боспорське царство. В цей же час за наказом Юстина воєначальник Петро зібрав у Лазіке війська для надання підтримки Гургену проти вторгнення в країну армії Кавада, який, легко подолавши опір протистоявших йому сил, захопив всю Іберію. Гурген з сім'єю і свитою втік до Константинополя, і з тих пір «перси не дозволяли їм „жителям Іберії“ мати свого царя, івіри ж підпорядковувалися їм проти своєї волі, і між іншими панувала велика підозра і недовіра».
Безрезультатний похід в 526 році молодих Велізарія і Сітта в Персарменію і невдачі в боротьбі проти підвладних Персії вірменських князів показали слабкість прикордонної оборони в цій частині кордону імперії. Дукс Вірменії та місцеві князі продемонстрували нездатність утримати стрімкий натиск персів на імперські володіння, а нахараріські дружини в силу своєї неоднорідності не відповідали вимогам стройової дисципліни, і їм було важко діяти спільно з регулярними візантійськими військами. Приблизно в 528 році Юстиніан скасував посаду коміта Вірменії, встановивши замість неї посаду стратега, давши йому значну кількість військ, достатню для відбиття ворожих набігів. Надалі хід війни перемістився в Месопотамію, однак переговори візантійців з гунами продовжилися, і, за повідомленням грецьких істориків, в 528 році королева гунів Боа завдала поразки союзникам Персії.
Почавши після захоплення Іберії переговори про укладення миру і продовжуючи вимагати виплати золота, якого перси не отримували з закінчення попередньої війни, Кавад за допомогою своїх лахмідських васалів розоряв Месопотамію. Після невдалої контроперація візантійських військ, не здатних в середині літа 527 року захопити Нісібіс і Тебета, на посаді дукса Месопотамії Лібеларіуса змінив Велізарій. В кінці царювання Юстина були зроблені спроби зміцнити деякі прикордонні міста, проте ефективна протидія арабських союзників Персії позбавила змоги завершити ці роботи, однак вже на початку царювання Юстиніана були укріплені оборонні споруди і посилений гарнізон Пальміри. У 528 році основною проблемою залишалася слабо захищена південна межа, і не дивлячись на всі зусилля Велізарія захистити робітників, фортеця в Таннурісе з'явилася тільки до кінця царювання Юстиніана. Після суворої зими 528—529 років, коли Антіохія і Лаодікея були зруйновані землетрусом, а в Самарії розгорявся заколот, Юстиніан відправив магістра оффіцій Гермогена до перського двору з пропозицією почати мирні переговори. Кавад традиційно висунув вимогу виплати данини, на яке Юстиніан не відповів, і з наступного року війна вступила в активну фазу.
У червні 530 року війська Кавада перетнули кордон, що стало несподіванкою для візантійських воєначальників, які чекали продовження переговорів. Завдавши персам поразка при Дарі в Месопотамії, а потім при Саталі у Вірменії, Юстиніан вирішив відновити переговори і навіть був готовий на одноразову виплату Кавад, проте до весни 531 року виявилося, що шах вирішив відмовитися від пошуків миру. Можливо, на його рішення вплинуло відпадання Вірменії після поразок або перебільшені чутки про успіхи повстання в Самарії. 19 квітня в битві при Каллінікумі обидві сторони зазнали важких втрат. Після року прикордонних сутичок влітку 532 року з наступником Кавада Хосровом був укладений «Вічний мир», за умовами якого Візантія віддала Ірану золоті копальні в Фаранг, фортецю Болонья і зобов'язалася виплатити Персії 11 000 фунтів золота, а також перенести резиденцію дукса Месопотамії з Дари в Костянтину.

### У період «Вічного миру». 532—540 роки
Нетривалий період миру обидві імперії присвятили вирішенню важливих завдань. У Персії Хосров I Ануширван провів серію реформ, почавши з податкової реформи, покликаної впорядкувати оподаткування земельної власності, яка була заплутана за час активності маздакіського руху. Реформа армії скасувала існуючу раніше систему, коли феодали повинні були забезпечувати надані ними війська спорядженням; тепер це стало основною функцією центрального уряду, що фактично означало створення професійної армії. Оскільки повністю оплатити послуги новоствореного стану вершників держава не могла, їм надавалися у володіння землі, що призвело до виникнення значного класу дрібних землевласників. Територія країни була розділена на чотири військові округи, очолюваних спахбедом, що відповідає за оборону своєї частини кордону. В продовження політики своїх попередників при Хосрова будувалися нові прикордонні фортеці і дороги.
Усунувши загрозу на Сході, Юстиніан відправляє Велізарія проти королівства вандалів і аланів, підкорення якого завершилося в 534 році, а потім проти королівства остготів в Італії. Успіхи візантійців у війні з остготами змусили їх короля Вітігіса звернутися не тільки до своїх німецьких союзників, але і шукати допомоги у Персії. Розуміючи, що Візантія не зможе вести війну і на Заході, і на Сході, навесні 539 року Вітігіс відправив до Хосрову послів — двох лігурійських священників, які пояснили шахові небезпека успіхів Візантії на Заході і в Африці. Можна припускати, що ці дипломатичні зусилля мали певний успіх, оскільки вже навесні 540 року «Вічний мир» був порушений.
Наприкінці 530-х років загострилася ворожнеча між союзними Візантії гассанідами, очолюваними Арефоєю, і лахмідами, підтримуваними Іраном. Обидві сторони звинувачували один одного в порушенні кордонів в районі страти Діоклетіана, а їх сюзерени обмінювалися взаємними звинуваченнями в переманюванні васалів. До нашого часу дійшла як візантійська точка зору, викладена Прокопом Кесарійським, так і перська в працях Мухаммада ат-Табарі. Ймовірно, Юстиніан дійсно намагався подружитися з Мундаром, який дійсно нападав на територію Візантії. Ці обставини разом зі збереженою необхідністю платити данину ефталітам стали причиною нової війни.

### Війна в Сирії і Месопотамії. 540—545 роки
Навесні 540 року перська армія, очолювана особисто шахіншахом, вторглася в візантійську Месопотамію. Хосров захопив розташовану на березі Євфрату Суру і погрожував Іієраполю, який був покинутий воєначальником Вузою з кращими воїнами. Сирійські і грецькі джерела наводять список міст, захоплених персами або врятованих, заплативши викуп,— крім Сури, 20 000 жителів яких зобов'язався викупити за 2 кентинарія єпископ Сергіополя, це Халеб, захоплений після відмови заплатити чотири кентинарія, Ієраполя, відкуп за 2000 лібр срібла, і інші. Розповідь Прокопія Кесарійського не залишає сумнівів, що метою походу Хосрова було не завоювання цієї, давно і глибоко еллінізованої території, а захоплення населення і цінностей. Захоплення і руйнування Антіохії, яка відмовилась виплатити 10 кентинаріїв, одного з найбільших міст імперії. Це змусило Юстиніана терміново домовитися, проте Хосров, звинувачуючи римлян у виникненні ситуації, що склалася, вимагав велику суму грошей, погоджуючись за 50 кентинаріїв одноразово і 5 кентинаріїв щорічно взяти на себе обов'язки по захисту Кавказьких воріт. Чекаючи відповіді імператора, Хосров попрямував до Селевкії, населення якої розбіглося, потім до Апамеї, Едессі і Дарі, всюди вважаючи за краще взяття викупу замість облоги. По завершенню літа, тобто сезону, коли зазвичай проводили походи, Хосров покинув «ромейські межі».
У сезон 541 року війська Хосрова напали на Лазіку, в той час як візантійці діяли в південній Месопотамії. Прибувший на Схід Велізарій, не маючи достатньо сил для зіткнення з основною перською армією, вважав за краще діяти на південному фронті. Через відмову воєначальників підкорятися наказам спроба взяти Нісібіс виявилася безуспішною. В результаті, єдиним значущим досягненням цієї кампанії стало захоплення невеликої фортеці Сісавранон і рейд «ромейських арабів» Арефи по Ассирії, де вони спричинили значні руйнування і захопили багату здобич. Стурбований відомостями про дії візантійців, Хосров покинув Лазіку в тому ж році. Метою свого третього походу, який розпочався навесні 542 року, Хосров обрав Палестину, що раніше не піддавалася розграбуванню і тому обіцяла багату здобич. Не зумівши захопити Сергіополь, шах обмежився захопленням і руйнуванням Каллінікуму, після чого покинув межі імперії. Незначний масштаб операцій в цьому році був пов'язаний з тим, що Велізару до цього часу вдалося зібрати значні сили в Дурі-Европосі; до того року належить початок юстиніановой чуми. У 543 році перси знову діяли на Кавказі, добившись, незважаючи на чуму, успіхів на території Азербайджану. Після облоги в 544 році Едесси, яка принесла персам 5 кентинаріїв золота, було укладено на 5 років перемир'я, за яким римляни виплатили 20 кентинаріїв і послали шахові лікаря Трибуна, у якого в Персії склалася висока репутація.
Перемир'я не припинило ворожнечу гассанідів і Лахмідів, і в 546 році між ними спалахнули війна — перемога була на боці Арефи. Приблизно до 547 року відноситься здійснений на прохання Юстиніана похід Хим'ярітського царя Абрахам на Персію. Однак всі ці дії не призвели до порушення перемир'я, яка продовжувалось ще кілька разів до укладення миру в 562 році.

### Лазська війна. 541—562 роки

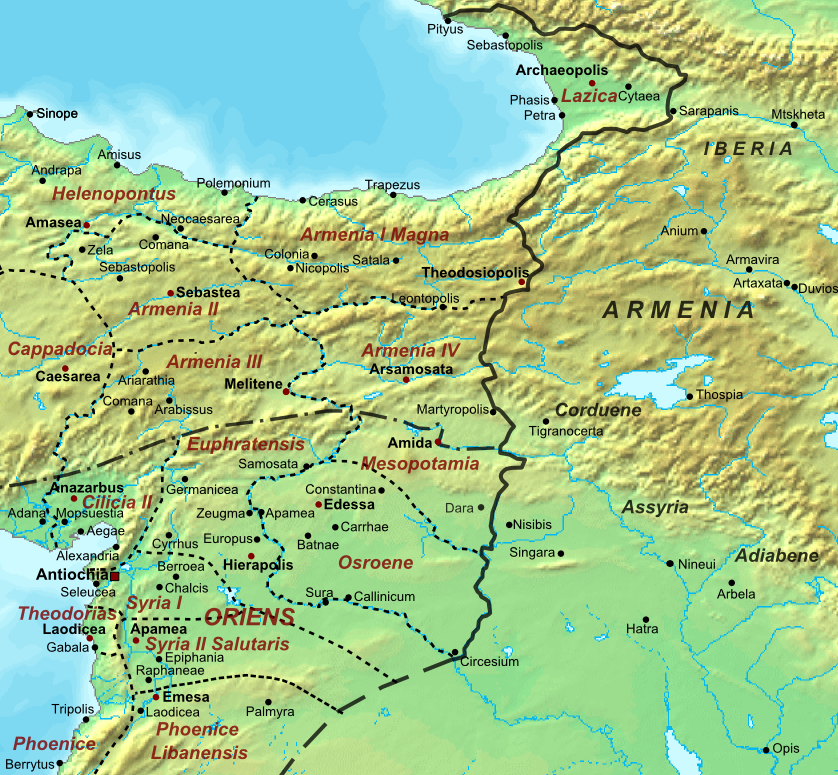
Візантійсько-перський кордон на момент лазської війни

Наростаюче невдоволення візантійським правлінням в Закавказзі, пов'язане з труднощами утримання прикордонної армії і спробами візантійських правителів нажитися на місцевому населенні, призвело до того, що на початку 540-х років лазський цар Губаз II звернувся до Хосрова з проханням прийняти Лазіку в своє повне розпорядження. Шах прийняв цю пропозицію і, захопивши в 541 році ряд фортець, включаючи недавно засновану Петру, встановив свій контроль над регіоном. Скориставшись тим, що основні сили персів в 542 році перебували на південному театрі військових дій, 30-тисячна візантійська армія почала вторгнення в Персарменію і спробувала захопити столицю цієї області, Двін. Через неорганізованість, що виникла внаслідок великої кількості командувачів, і нездатності воювати в гористій місцевості, римляни зазнали нищівної поразки від значно меншої перської армії у Англона.
Відпадання від Візантії не принесло очікуваного миру і процвітання. Встановивши свій контроль над Лазіку, перси знову зайнялися насадженням зороастризму і навіть планували виселити місцеве населення, заселивши країну персами. Побоюючись за своє життя, Губаз запросив допомоги Юстиніана і вступив в союз з аланами та сабірами. У 549 році Юстиніан відправив військо в 7000 чоловік під командуванням Дагісфея і 1000 цанів. Армія стала табором біля Петри і приступила до облоги. Проведена невміло і нерішуче, облога завершилась повним провалом. Перські війська під командуванням Мермероя завдали поразки невеликому візантійському загону, який охороняв гірські проходи, а потім зняли облогу з Петри. Залишивши 3000 чоловік в Петрі, Мермера рушив до Вірменії, залишивши 5000 солдатів на розграбування Лазіка. Ці сили були розбиті Дагісфеєм в битві біля річки Фазіс в тому ж 549 році. Наступний наступ персів був також неуспішним, а їх воєначальник Хоріа був убитий у вирішальній битві біля річки Гіппіс. Новий візантійський полководець Бесс, який змінив Дагісфея, на якого лази поскаржилися Юстиніану, звинувативши його в зраді, придушив проперський заколот Абазгія, захопив Петру і завдав Мермерою поразку у Археополя в 551 році. Проте, останнім вдалося захопити Кутаїсі і фортецю Ухімеріон, блокувавши важливі гірські дороги.
У 554 році Мермера здобув перемогу у Телефіса, змусивши відступити візантійсько-лазські сили до Несосу. Після смерті Мермероя в 555 році перським головнокомандувачем був призначений Нахораган. Він відбив візантійське напад на перські позиції у Оногуріс і змусив противника відступити від Археополя, який двічі не вдалося захопити Мермерою. Ці поразки загострили відносини між візантійськими і лазськими полководцями, Губаз скаржився Юстиніану на генералів Весса, Марніна і Рустіція. Бесса був відкликаний, а Губаз був убитий Рустіцієм і його братом Іваном. Після смерті Губаза сенатор Анастасій провів розслідування, і Рустіцій з Іоанн були заарештовані. У 556 році союзники захопили назад Археополь і відбили напад Нахогарана на Фасис. Восени і взимку того ж року візантійці придушили повстання, підняте гірським плем'ям місіміян, і остаточно вигнали персів з країни.
У 557 році було укладено перемир'я, а в 561/562 році був підписаний «П'ятдесятирічний мир», за яким Хосров визнавав Лазіку візантійським володінням за щорічну виплату золотом. Одним з обговорюваних під час укладання миру питань була приналежність Сванетії, що була у той час частиною Лазіка, однак тут сторони до угоди не прийшли.

### Недовговічний мир. 562—572 роки

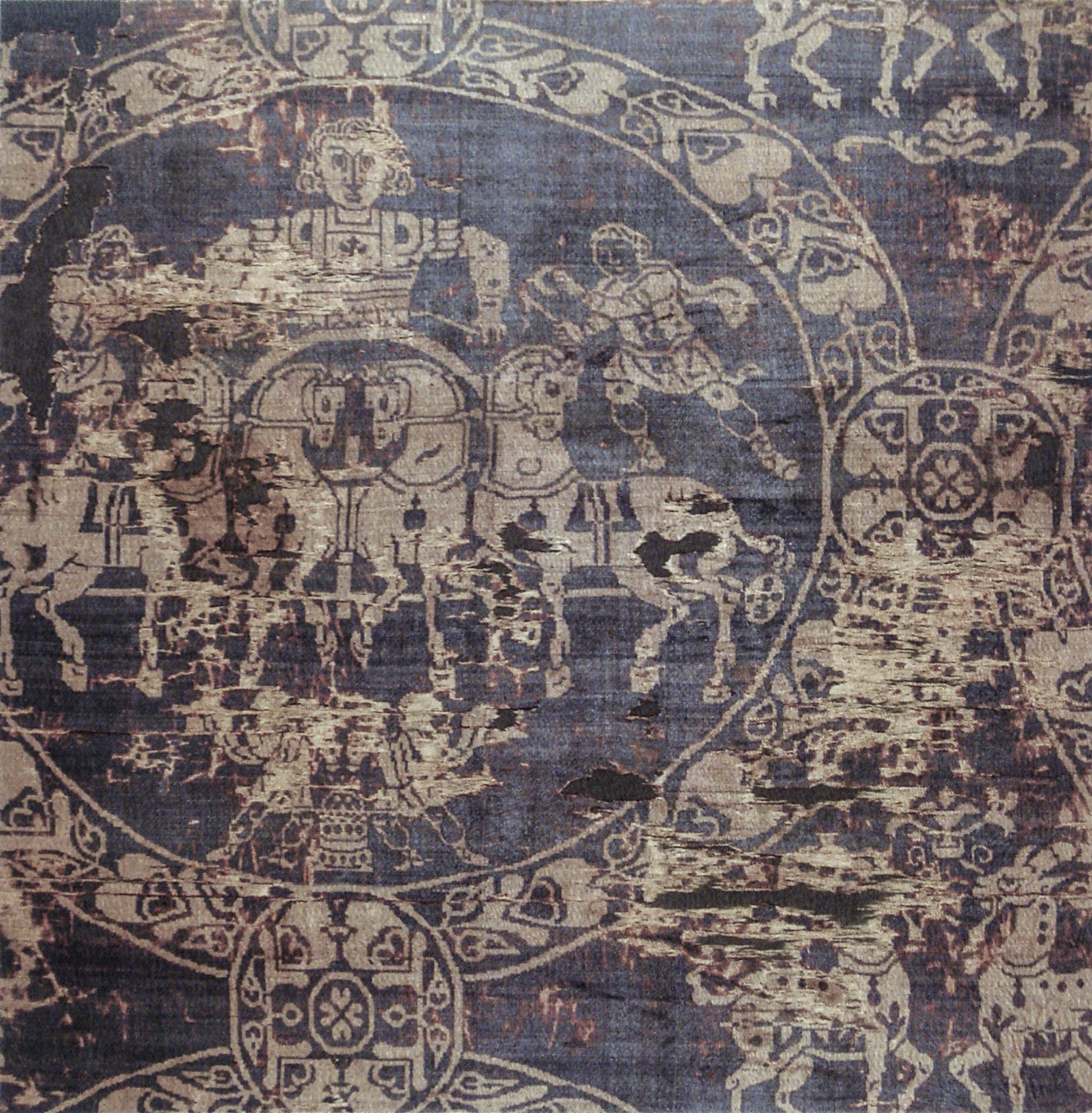
Отримання на початку 550-х років власного шовку стало важливим досягненням зовнішньої політики Юстиніана

Мирним договором 561 року межа була встановлена досить точно, і хоча приналежність Сванетії не була встановлена, Юстиніан у відносинах з Персією зміг зосередитися на релігійних питаннях, темі, завжди машій для нього особливе значення. Відчуваючи себе, подібно Костянтину Великому, покровителем усіх християн, переслідування яких традиційно почалося і закінчилося разом з війною, Юстиніан зробив спробу возз'єднання православної і несторіанської перської церков. Що відбулася в Константинополі через кілька років після укладення миру міжнародна теологічна конференція не дала жодних результатів, а один з її учасників з боку несторіанців, мар Бабай Великий, назвав згодом Юстиніана «клоакою всіх єресей». Неуспіх примирної діяльності наступника Юстиніана, Юстина II, який спробував примирити православних з монофізитами, мав більш серйозні наслідки, коли території Близького Сходу і Північної Африки втратили лояльність і були завойовані персами на початку VII століття.
Юстин II в 565 році успадкував не тільки скромні фінанси, які загрожують здатності імперії формувати боєздатну армію, але і великі зобов'язання по виплатах сусіднім народам, які приблизно можна оцінити в 3000 фунтів золота в рік. Одним з перших рішень нового імператора була відмова у виплаті аварам і лахмідським арабам. Новим фактором зовнішньої політики стали тюрки, що розгромили ефталітів і бажали укласти з Візантією союз проти Персії. Підбадьорений цим, Юстин надав рішучу підтримку християн перської Вірменії, де Хосров відновив будівництво зороастрійських храмів. Зі свого боку, Хосров змінив геополітичний стан, надавши підтримку хим'ярітами проти Ефіопії в Ємені.
На думку Джона Бюрі, «укладений в 562 році мир, хоча і мав фіксовану тривалість в 50 років, був приречений на недовговічність, тому що ґрунтувався на виплаті грошей, і жодна зі сторін не мала ілюзій, що він буде довгим». Сучасник подій, монофізиський церковний діяч Іоанн Ефеський вважав, що у початої війни було дві причини — «підпорядкування перської Вірменії ромеями» і те, що «ромейський імператор відправив послів до варварських народів, які називались тюрки». Другу з цих причин, що має відношення до найважливішого питання про торгівлю китайським шовком, вважав основною і Менандр Протектор, а Феофілакт Сімокатта все приписує «великій дурості» Юстина.

### Війна 572—591 років
Незважаючи на те, що події в Персарменії розвивалися тривожним чином, Хосров намагався зберегти мир і відправив на початку 572 року посольство з вимогою звичайних виплат і підтвердженням договору. Однак Юстин, який вирішив відмовити персам у цих вимогах, відправив в Осроену свого родича Маркіяна, який вже в кінці літа того ж року з 3-тисячним військом влаштував набіг на Арзанену, однак сил для повноцінної кампанії було ще недостатньо. Навесні Маркіян «прибув в Месопотамію з небагатьма, і до того ж беззбройними воїнами, ведучи з собою також якихось землекопів і погоничів, які набрані були в сусідніх країнах», і осадив Нісібіс. У відповідь перси відправили проти Візантії дві армії — одна під командуванням Хосрова змусила відступити Маркіяна від Нісібіса, а потім взяла в облогу Дару, в той час як армія полководця Адаармана перетнула Євфрат у Кіркесія, захопила Апам, а потім з'єдналася з основними силами. Об'єднана перська армія захопила Дару восени 573 року, після і внаслідок чого імператор остаточно збожеволів.
У 574 році відновилися мирні переговори, і в кінці року, вже при імператорі Тіберії II, в Месопотамії було укладено перемир'я на 5 років з умовою виплати Візантією 30 000 номісм щорічно. Однак угода не ставилося до Вірменії, а початкові успіхи візантійців на північному фронті виявилися недовговічними. Допомога від тюрків, на яких так розраховував Юстин, не прийшла, в 576 році старий Хосров провів успішну кампанію в Закавказзі — спалив Севастію, розорив Мелітену, а 15-тисячна армія на чолі з Тамхосроєм розгромила війська, зібрані по всій імперії Тиберієм і віддані під командування Юстиніану, синові Германа.
Надалі війна йшла з перемінним успіхом і, хоча вона велася на порівняно невеликому просторі, вимагала від держав надзвичайного напруження їх економіки. Жадібність, обмеженість і відсутність дипломатичного обдарування Маврикія були причиною не тільки військових невдач Візантії, але і хвилювань в армії і сварки з Гассанідами. Змінив Маврикія в якості магістра армії Іоанн Містакон і зазнав поразки біля річки Німфія і був замінений зятем імператора Філіппіком, який зміг здобути важливу перемогу при Солахе, яка дала змогу візантійцям вступити в Арзанену. До кінця 580-х років моральний дух в візантійської армії суттєво знизився, і в травні 589 року завдяки зраді перси змогли захопити Мартірополь, важливий укріплений пункт візантійської Вірменії.
Завершення війни відбулося, з одного боку, внаслідок внутрішньої слабкості правління Хормізда IV, і дипломатичних успіхів Візантії, яка зуміла до 589 році сформувати проти Персії коаліцію з тюрків, хозар і арабів, з іншого. Найбільшу небезпеку представляли тюрки, 300-тисячна армія яких восени 589 року вторглася в східні межі сасанідської імперії. Успішно завершена завдяки перемогам Бахрама Чубіна війна з тюрками перейшла в громадянську війну, в ході якої Хормізда був повалений і засліплений, його син Хосров втік до Візантії, а шахський трон узурпував Бахрам Чубин. Обидва претенденти на іранський трон, спадкоємець престолу і узурпатор, звернулися за підтримкою до Маврикію, і після довгих роздумів підтримка була надана Хосрову. У травні 591 року поєднане візантійсько-вірменсько-перське військо здобуло вирішальну перемогу під Ганзаком, Чубин зумів відвести своїх прихильників в Середню Азію, а Хосров II Парвіз утвердився на престолі, і тоді ж був укладений мирний договір. За цим договором Хосров II повернув Візантії всі захоплені у неї міста, віддав області в Месопотамії, частина Іберії і більшу частину Вірменії, відмовився від грошових вимог і дозволив будівництво церков.

### Між війнами. 591—604 роки
Після завершення війни Хосров II зайнявся зміцненням своєї влади. Першочерговим було завдання оновити центральну і провінційну адміністрацію, яка скомпрометувала себе співпрацею з узурпатором. Спираючись на військову підтримку Маврикія, який залишив шахові тисячу воїнів для особистої охорони, Хосров призначив на ключові посади своїх супутників по візантійських блуканнях, особливо відзначивши своїх родичів Бістама і Бістоя, своїх ключових прихильників. Через нетривалий час був усунутий Бахрам Чубин, який до сих пір не залишав планів захоплення влади в Персії, після чого дійшла черга і до Бістама і Бістоя, що отримали занадто багато влади.
Кабальні для Персії умови мирного договору неухильно виконувалися за життя Маврикія. У цьому відношенні показовим є розповідь про те, як Хосров, отримавши від імператора почесне вбрання з вишитими на ньому хрестами, з'явився в ньому на бенкеті, чим викликав сум'яття серед зороастрійців, які вирішили, що їх володар змінив віру. Підтримка, яка надається шахом не тільки християнам своєї країни, але і візантійським апокрифам, переслідування яких посилилися наприкінці VI століття, полегшила йому завоювання східних областей імперії в розпочатої після повалення Маврикія війні. Приводу для війни довго шукати не довелося— Хосров II відмовився визнати в якості імператора поваленого в 602 році Маврикія Фоку і вважав за краще вважати, що син поваленого монарха Феодосій врятувався і є законним імператором. Однак уже в правління Маврикія уряд Хосрова намагався перервати мирні відносини з Візантією.
Важливі процеси відбувалися в цей період на кордонах імперій. Зазнаючи труднощів на північному кордоні своєї держави, де посилилася активність аварів і слов'ян, Маврикій розглядав плани переселення значної частини вірмен на Балкани, що, зрозуміло, було самими вірменами сприйнято негативно. В Іберії, після призначення куропалатом Гурама, візантійський вплив відновився, проте вже син останнього, Стефаноз, вважав за краще стати союзником Хосрова у війні з Візантією. Зовнішньополітична діяльність Хосрова також не була повністю успішна — його розрив з лахмідами, що стали основною силою серед арабів після згасання роду правителів лахмідів, призвела до поразки персів у битві при Зу-Каре і як наслідок, до того, що араби усвідомили себе самостійною силою, здатною протистояти великим імперіям.

### Остання війна. 604—630 роки
Хоча мирні відносини між Візантією та Іраном були перервані в 602 році, військові дії почалися лише через півтора року після проголошення Фоки імператором в листопаді 602 року. Весь цей час в імперії було неспокійно — в столиці хвилювалися деми, в Сирії загострилися релігійні та етнічні конфлікти, в Олександрії відбувалися вуличні сутички. У 604 році в Едессі піднялось повстання і звернулося за допомогою до Хосрову II, який був одним з найавторитетніших на той момент полководців візантійської армії Нарсес. Хосров відгукнувся на цей заклик, відправивши війська до кордону Візантії, в зв'язку з чим Фоке довелося спішно укладати мир з аварами і перекидати армію з Балкан. Командувачами з візантійської боку були Герман і євнух Леонтій, кількість перських воєначальників точно не відомо, в їх числі називаються Фаррухан Шахрвараза і Шахін. У битві біля Арзамона візантійці зазнали першої поразки, потім були захоплені Дара і ряд інших міст в наступні два роки. У 607 році Візантія втратила Аміду і всі території до Євфрату. Подальшою метою Персії стали Сирія, Палестина і Фінікія, операції по яких закінчилися до 609 році. У 610 році перси переправилися через Євфрат і взяли такі великі міста, як Беро і Антіохія. В цьому і наступному роках перси також успішно діяли в Малій Азії, захопивши Галатії і Пафлагонія, війська Хосрова дійшли до Халкидона. При цьому змінився характер завойовницької політики Персії. Якщо раніше метою їх походів було виключно пограбування захоплених областей, і захоплені міста після розграбування і руйнування залишалися, тепер здійснювався планомірне захоплення візантійських областей.
Повалення Фоки в 610 році і воцаріння Іраклія, відразу ж після вступу на трон відправив посла до Хосрову з повідомленням про те, «так як Фока вбив Маврикія царя, твого друга, я вбив Фоку», не привели навіть до укладення перемир'я. У жовтні 611 завоювання Сирії було продовжено, в наступному році впали Кесарія Каппадокійська і Дамаск. У 614 році після 20-денної облоги перси змогли взяти Єрусалим, де загинуло від 60 000 до 90 000 чоловік. Залишені в живих були вивезені до Ірану. У числі вивезених з міста скарбів був Животворящий Хрест, у володінні яких Хосров, за словами Балами, бачив велике символічне значення. У 615 році було розпочато, а до 618 року завершено завоювання Єгипту. До 622 році були захоплені Анкара і острів Родос; Сасанідиська імперія досягла межі свого територіального поширення. На захоплених територіях Хосров заборонив «халкідонську віру», надавши християнам право перейти або в монофізитство, або несторіанство. За свідченням монофізитського історика Михайла Сирійця, міські центри Месопотамії, підкорені шахові, «перебували в мирі і процвітанні». Також підтримку загарбникам чинили юдеї, які підняли заколот в 613 році.
Починаючи з 619 року Іраклій почав серію реформ, в числі яких були військова реформа і створення фемної системи, що призвело до зростання боєздатності армії. З іншого боку, ведення бойових дій на широкому фронті від Чорного моря до Єгипту вимагало від Ірану утримання величезної армії, що викликало невдоволення населення завойованих областей. Розгромлені в 616 році Смбатом Багратуні ефталіти вступили в союз з тюрками і завдали поразки Ірану, досягнувши Рея і Ісфахана. У 622 році імператор Іраклій особисто прийняв на себе обов'язки головнокомандувача і 5 квітня виступив в похід в Малу Азію. Протягом усього цього року він займався формуванням і навчанням своєї армії, не вступаючи в великі битви, а навесні 623 року раптово рушив через Вірменію в Атропатену, захопивши і зруйнувавши по дорозі Двин, Нахічевань і Урмію, військо Іраклія перейшло річку Аракс і попрямувало до столиці області, Гандзаке. Стрімким штурмом місто, в якому знаходилися резиденція Хосрова і храм вогню, був захоплений і зруйнований, а вся область розорена. Зиму візантійське військо провело в Албанії, в той час як перси туди перекидали з Сирії армію Шахрбараза. Цей регіон і став ареною бойових дій кампанії 624—625 років, що пройшла для Візантії успішно. Теодор Нельдеке дає наступну оцінку діям Іраклія: «Його майже авантюрні пересування з місця на місце, під час яких він зазвичай не мав тилового зв'язку і повинен був зустрічати великі труднощі при постачанні своїх військ продовольством, характеризують Іраклія як великого полководця і великого політика».
У 626 році перси змогли перейти в наступ, однак заплановане спільно з аварами взяття Константинополя здійснити не вдалося. Поразка армії Шахіна в цьому році завдав також брат імператора, Феодор, в той час як сам імператор був зайнятий підготовкою другого перського походу і формуванням союзу з хазарами. Останні в наступному, 627 році, величезною армією пройшовши через Дербентський прохід, взяли в облогу Тбілісі, проте взяти місто змогли тільки через рік. Восени 627 року Іраклій почав новий похід, виступивши від Тбілісі і рухаючись на південь, до Ассирії. 12 грудня відбулася битва при Ніневії, в якій перси зазнали нищівної поразки, а їх полководець Рахзад і велика частина воєначальників загинули. Перси не змогли організувати опір на шляху до Ктесифона, і на початку січня 628 року Іраклій зайняв кілька шахських резиденцій, однак, просунувшись далі на південь, він виявив, що мости у перської столиці зруйновані, і переправа неможлива. Тому він повернув назад і, плюндруючи все на своєму шляху, в березні досяг Гандзаке, де його спіткало звістка про повалення і страти Хосрова II Парвіза.
Незважаючи на те, що після смерті Хосрова в Ірані почалася боротьба за владу і можливість вести війну істотно зменшилася, відновлення візантійського контролю над Близьким Сходом зайняло ще майже рік. Син Хосрова, Кавад II Шіруйе, царював кілька місяців в 628 році, зробив спробу укласти мирний договір, пообіцявши залишити захоплені провінції, відпустити всіх захоплених полонених і повернути древо розп'яття, однак остаточно війна була припинена при царював 40 днів Шахрбараз.

### Епілог

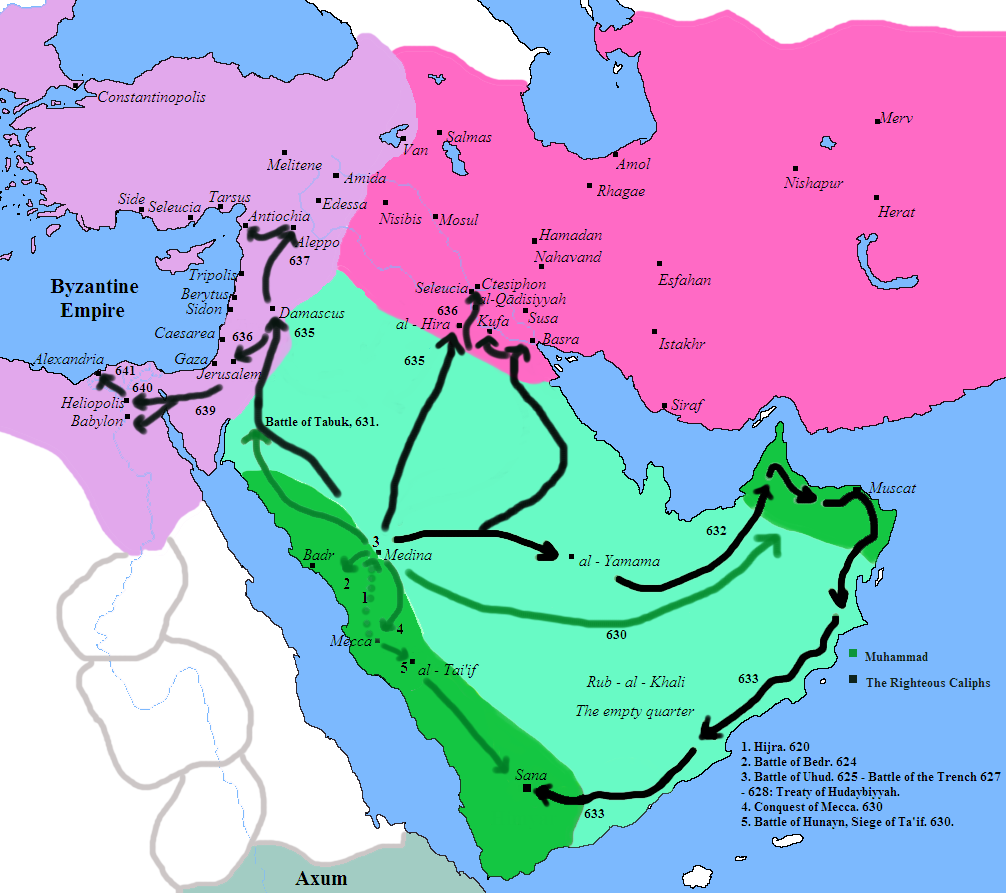
Напрями перших мусульманських завойовницьких походів

До 628 році мусульманська громада досягла значних успіхів, було здобуто ряд важливих перемог і поміщений Договір в Худайбії, тому можуть бути достовірними свідчення про те, що Мухаммед відправив послання з вимогою прийняти іслам правителям сусідніх держав, в тому числі Іраклію і Хосрову II. За переказами, отримавши лист, Хосров розірвав його і наказав своєму наміснику в Ємені, щоб той доставив йому «раба». Про реакцію Іраклія нічого не відомо.
Хронологія перших візантійсько-арабських зіткнень відома не точно. Після того як іслам прийняв сасанідський губернатор Ємену і вся південна Аравія скорилася Мухаммеду, останній переключив свою увагу на північ. У 629 році він направив загін з 3000 вершників для каральної експедиції проти гассанідів, які звернулися за допомогою до Іраклія. В результаті велика (200-тисячна, як повідомляють середньовічні мусульманські джерела) арабо-візантійська армія здобула перемогу при Муті, однак це не збентежило мусульман. Завоювання Сирії почалося наприкінці 633 або початку 634 року, в 635 році араби взяли Дамаск, однак через рік були змушені його залишити через візантійського контрнаступ, після чого остаточно захопили його наприкінці 636 року, в 637 році впав Єрусалим. Єгипет зміг купити перемир'я на 3 роки за великий викуп, після чого був завойований в 640 році. У 640 році завоювання Палестини було завершено взяттям Кесарії, тоді ж почалося вторгнення до Вірменії і Малої Азії.
Арабське завоювання Ірану почалося з походу Халіда ібн Валіда на територію сучасного Іраку в 633 році. Однак потім Халід був спрямований на війну з Візантією, і перси змогли перейти в контрнаступ, відвоювавши втрачені позиції. Наступне арабське вторгнення очолив в 636 році Саад ібн Абу Ваккас, який переміг у вирішальній битві при Кадісії, що дало арабам контроль над західною Персією. Деякий час гори Загрос залишалися кордоном між Халіфатом і залишками Сасанідської імперії. У 642 році халіф Умар почав і в 644 році завершив завоювання Ірану.

## Дослідження
англійською мовою
- Baynes N. H. Rome and Armenia in the fourth century. — New York-Bombay-Calcutta : The English Historical Review, 1910. — Vol. XXV. — P. 625—643.
- Bivar A. D. H. The political history of Iran under the Arsacids. — Cambridge University Press, 1993. — Т. 3(1). — С. 21—99. — ISBN 0-521-20092-X.
- Blois L. de. The policy of the emperor Gallienus. — BRILL, 1976. — 242 p. — ISBN 90 04 04508 2.
- Bury J. B. History of the Later Roman Empire from Arcadius to Irene. — London, 1889. — Т. I. — 482 p.
- Bury J. B. History of the Later Roman Empire from Arcadius to Irene. — London, 1889. — Т. II. — 579 p.
- Bury J. B. The date of the battle of Singara // Byzantinische Zeitschrift. — Leipzig, 1896. — P. 302—306.
- Butler A. The Arab Conquest of Egypt – And the Last Thirty Years of the Roman Dominion. — Oxford : Clarendon Press, 1902. — 563 p.
- Canepa M. P. The two eyes of the Earth: art and ritual of kingship between Rome. — Univercity of California Press, 2009. — 425 p. — ISBN 978-0-520-25727-6.
- Croke B., Crow J. Procopius and Dara. — The Journal of Roman Studies, 1983. — Vol. 73. — P. 143—159.
- Dignas B., Winter E. Rome and Persia in late antiquity: neighbours and rivals. — Cambridge University Press, 2007. — 347 p. — ISBN 978-0-511-34248-6.
- Edwell P., Edwell P. M. Between Rome and Persia: the middle Euphrates, Mesopotamia and Palmyra under Roman control. — Routledge, 2008. — 289 p. — ISBN 0-203-93833-X.
- Frye R. N. The History of Ancient Iran. — München, 1984. — ISBN 3 406 09397 3.
- Frye R. N. The political history of Iran under the Sasanians. — Cambridge University Press, 1993. — Т. 3(1). — С. 116—180. — ISBN 0-521-20092-X.
- Gawlikowski M. The first season of excavations in Hatra, Iraq. — PAM, 1990. — Vol. II. — P. 119—121.
- Gibbon E. The History of the Decline and Fall of the Roman Empire / J. B. Bury. — London — Т. III.
- Greatrex G. Byzantium and the East in the Sixth Century. — The Cambridge companion to the Age of Justinian, 2005. — P. 477—509.
- Greatrex G., Bardill J. Antiochus the "Praepositus": A Persian Eunuch at the Court of Theodosius II. — Dumbarton Oaks Papers, 1996. — Vol. 50. — P. 171—197.
- Hollum K. G., Vikan G. The Trier Ivory, "Adventus" Ceremonial, and the Relics of St. Stephen. — Dumbarton Oaks Papers,, 1979. — Vol. 33. — P. 113—133.
- Hollum K. G. Theodosian empresses: women and imperial dominion in late antiquity. — University of California Press, 1989. — 258 p. — ISBN 0-520-06801-7.
- Isaac B. The Eastern Frontier // The Cambridge Ancient History. — Cambridge, 1998. — Т. XIII (The Late Empire, AD 337–425). — С. 437—460. — ISBN 978-0-521-30200-5.
- Kaegi W. E. Byzantium and the early Islamic conquests. — Cambridge University Press, 1995. — 313 p. — ISBN 0 551 41172 6.
- Lenski N. E. Failure of empire: Valens and the Roman state in the fourth century A.D. — University of California Press, 2002. — 454 p. — ISBN 0-520-23332-8.
- Morony M. Sasanids // Encyclopaedia of Islam. — Leiden : BRILL, 1997. — Vol. IX. — P. 70—83. — ISBN 90 04 10422 4.
- Naroll R., Bullough V. L., Naroll F. Military deterrence in history: a pilot cross-historical survey. — SUNY Press, 1974. — 416 p. — ISBN 0-87395-047-X.
- Nixon C. E. V., Rodgers B. S. In praise of later Roman emperors: the Panegyrici Latini : introduction, translation, and historical commentary, with the Latin text of R.A.B. Mynors. — University of California Press, 1994. — 735 p. — ISBN 0-520-08326-1.
- Odahl C. M. Constantine and the Christian empire. — Routledge, 2004. — 400 p. — ISBN 0-203-55269-5.
- Pollard N. Soldiers, cities, and civilians in Roman Syria. — University of Michigan Press, 2000. — 349 p. — ISBN 0-472-11155-8.
- Potter D. S. The Roman Empire at bay, AD 180-395. — Routledge, 2004. — 762 p. — ISBN 0-203-40117-4.
- Redgate, Anne Elizabeth (1999), The Armenians (вид. 1st), Oxford, UK: Blackwell Publishers, ISBN 0-631-22037-2
- The Roman Imperial Coinage / H. Mattingly. — London : Sink & Son Ltd, 1927. — Т. V.I. — 500 p.
- Shahîd I. Byzantino-Arabica: The Conference of Ramla, A. D. 524 // Journal of Near Eastern Studies. — The University of Chicago Press, 1964. — Vol. 23, iss. 2. — P. 115—131.
- Shahîd I. Byzantium and the Arabs in the fifth century. — Dumbarton Oaks, 1989. — 592 p. — ISBN 0-88402-152-1.
- Shahîd I. Byzantium and the Arabs in the Sixth Century. — Harvard University Press, 2009. — 391 p. — ISBN 978-0-88402-347-0.
- Sicker M. The pre-Islamic Middle East. — Greenwood Publishing Group, 2000. — 231 p. — ISBN 0-275-96890-1.
- Southern P. The Roman Empire from Severus to Constantine. — London, New York : Routledge, 2001. — 416 p. — ISBN 0-203-45159-7.
- Sundermann W. What has come down to us from Manicheism? / Armin Lange, Eric M. Meyers, Benno Peters. — Light Against Darkness: Dualism in Ancient Mediterranean Religion and the Contemporary World. — Vandenhoeck & Ruprecht, 2011. — 368 p.
- Sykes P. A history of Persia. — London : Macmillan, 1915. — Т. I. — 544 p.
- Vasiliev A. A. The Goths in the Crimea. — The Mediaeval academy of America, 1936. — 292 p.
- Vasiliev A. A. Justin the First. An introduction to the Epoch of Justinian the Great. — Harvard Univercity Press, 1950. — 439 p.
- Wiesehöfer J. Ancient Persia. — I.B.Tauris, 2001. — 332 p. — ISBN 1 86064 675 1.
- Williams S. Diocletian and the Roman recovery. — Routledge, 1997. — 264 p. — ISBN 0-415-91827-8.
- Zarrinkūb, Abd Al-Husain. The Arab Conquest of Iran and its Aftermath // The Cambridge History of Iran. — Cambridge University Press, 1975. — Т. 4. — С. 1—56. — DOI:10.1017/CHOL9780521200936.002.

німецькою мовою
- Güldenpenning A. Geschichte des oströmischen Reiches unter den Kaisern Arcadius und Theodosius II. — Halle, 1885. — 425 p.
- Güterbock K. Romisch-Armenien und die römischen satrapieen im vierten bis sechsten jahrhundert. — Königsberg : Festgabe der Juristischen Fakultät zu Königsberg für ihren Senior Johann Theodor Schirmer zum 1. August 1900, 1900. — S. 1—58.
- Hartmann U. Das palmyrenische Teilreich. — Berlin : Franz Steiner Verlag, 2001. — 532 p. — ISBN 3-515-07800-2.
- Kreucher G. Der Kaiser Marcus Aurelius Probus und seine Zeit. — Berlin : Franz Steiner Verlag, 2003. — Т. 174. — 298 p. — (Historia Einzelschriften) — ISBN 3-515-08382-0.
- Mosig-Walburg K. Römer und Perser: vom 3. Jahrhundert bis zum Jahr 363 n. Chr. — Computus Druck Satz Verlag, 2009. — 383 p. — ISBN 978-3-940598-02-8.
- Reiche F. Chronologie der letzten 6 Bücher des Ammianus Marcellinus. — Liegnitz : Drück von Adolf Niegisch, 1889. — 74 p.
- Seeck O. Geschichte des Untergangs der antiken Welt. — Stuttgart, 1911. — Т. IV.
- Stein E. Studien zur Geschichte des Byzantinischen Reiches, vornehmlich unter den Kaisern Justinus 2 u. Tiberius Constantinus. — Stuttgart, 1919. — 199 p.

російською мовою
- Адонц Н. Г. Вірменія в епоху Юстиніана. — 2 вид. — Єреван : Вид-во Єреванського Університету, 1971. — 526 с.
- Вус О. В. Юлиан Апостат. Персидский поход и загадка битвы у Туммара 26 июня 363 г. // МАИАСП. — 2019. — Вып. 11. — С. 271—299.
- Дмитриев В. А. «Нічні битви» під Сінгарою: до питання про хронологію військово-політичних подій середини IV ст. н.е. у Верхній Месопотамії // Проблеми історії, філології, культури. — 2012. — Вип. 3(37).
- Колесніков А. І. Дві редакції листи Мухаммеда Сасанідський шахові Хосрову II Парвізу // Палестинський збірник. — 1967. — Вип. 17(80).
- Колесніков А. І. Іран на початку VII століття. — Л. : Наука. Ленінгр. отд-ние, 1970. — Т. 22 (85). — 144 с. — (Палестинський збірник)
- Луконін, Володимир Григорович. Культура саснідського Ірану в III—V ст. Нариси з історії культури. — М. : Наука, 1969. — 242 с.
- Манандян Я. А. Маршрути перських походів імператора Іраклія // Візантійський літопис. — 1950. — Т. 3.
- Мнацаканян С. Сооружение о 4-х колоннах в Ани // Պատմաբանասիրական հանդես. — 1975. — Вып. 4.
- Пігулевська, Ніна Вікторівна. Месопотамія на рубежі V—VI ст. н. е. Сирійська хроніка Ієшуа Стіліта як історичне джерело / Отв. редактор акад. І.Ю. Карачковський. — Праці інституту сходознавства. — М.‒ Л. : Видавництво Академії наук СРСР, 1940. — Т. XXXI. — 176 с.
- Пігулевська Н. В. Візантія і Іран на рубежі VI-VII ст / Отв. редактор акад. Струве, Василий Васильевич. — Праці інституту сходознавства. — М.‒ Л., 1946. — Т. XLVI.
- Пігулевська Н. В. и др. Історія Ірану з найдавніших часів до кінця XVIII століття. — Л. : Видавництво Ленінградського університету, 1958. — 390 с.
- Пігулевська Н. В. Араби біля кордонів Візантії і Ірану в IV-VI ст. — М.‒ Л. : Наука, 1964.
- Серов В. В. Перські війни Юстиніана I: фінансовий аспект // Сходознавчі дослідження на Алтаї: збірник статей. — 2000. — Вип. 2.
- Тревер К. В. Нариси з історії та культури кавказької Албанії IV ст. до н. е. — VII ст. н.е. — М.-Л. : Видавництво АН СССР, 1959.
- Фрай Р. спадщина Ірану. — 2 изд. — М. : Видавнича фірма «Східна література»  РАН, 2002. — 463 с. — ISBN 5-02-018306-7.

французькою мовою
- Chaumont M. L. Les Sassanides et la christianisation de l'Empire iranien au IIIe siècle de notre ère // Revue de l'histoire des religions. — 1964. — Vol. 165, livr. 2. — DOI:10.3406/rhr.1964.8015.
- Gagé J. Comment Sapor a-t-il "triomphé" de Valérien? // Syria. — 1965. — Vol. 42, livr. 3-4. — DOI:10.3406/syria.1965.5816.
- Guillaumont A. Justinien et L'église de Perse // Dumbarton Oaks Papers. — 1970. — Vol. 23.
- Labourt J. Le christianisme dans l'empire Perse. — Paris, 1904. — 358 p.